# Conflit en mer de Chine méridionale

Carte schématique des revendications en mer de Chine méridionale. La zone où est écrit MALAYSIA est en réalité la ZEE de l’Indonésie. De part et d’autre, la Malaisie possède depuis 1971 une ZEE à l’ouest et a des revendications conflictuelles avec celles de la Chine à l’est.

Le conflit en mer de Chine méridionale implique différentes îles et archipels de la mer de Chine méridionale revendiquées en totalité ou en partie par la république populaire de Chine, la république de Chine, le Vietnam, les Philippines, la Malaisie, Brunei et l'Indonésie. Cette rivalité apparaît également dans le nom utilisé pour désigner la mer de Chine méridionale. La Chine l'appelle la « mer du Sud », le Vietnam la « mer Orientale » et les Philippines la « mer des Philippines occidentales ».
Les îles concernées sont les îles Spratleys, les îles Paracels, les îles Pratas, le récif de Scarborough et le banc Macclesfield. Toutes ces îles sont inhabitées, même si certaines d'entre elles sont occupées militairement, et sont d'origine corallienne. Les intérêts des différentes nations sont l'acquisition de domaines de pêche pour les deux archipels et la maîtrise d'une position stratégique dans un lieu de transit maritime.
Les revendications de souveraineté ont été rendues confuses par le fait que, jusqu'au milieu du XXe siècle, elles n'ont été accompagnées d'aucune présence militaire ou civile permanente. De ce fait, la signification réelle des déclarations historiques de souveraineté des uns et des autres est difficile à déterminer en pratique. Dans les temps modernes, avec l'occupation militaire effective de ces îles et récifs, ces revendications sont à l'origine d'un conflit endémique.

## Enjeux

### Enjeux économiques
La mer de Chine méridionale est une mer faisant partie de l'océan Pacifique couvrant une superficie d'environ 3 500 000 km2 entre Singapour et le détroit de Taïwan.
Un des enjeux des revendications sur la mer de Chine méridionale est l'exploitation de ses ressources halieutique et énergétique.
- Ce sont des zones de pêche historiques pour les populations riveraines, notamment vietnamienne et chinoise, le quatrième site de pêche mondial par sa richesse[3]. En 1988, la mer de Chine méridionale comptait pour 8 % des prises mondiales, chiffre qui a crû depuis. Se pose alors la question d'y faire respecter la légalité, le bon ordre et d'assurer la protection des personnes et des biens, par une police des mers suffisante. Mais également de protéger la zone contre les dangers d'une surexploitation[3]. Il y a déjà eu de nombreux accrochages avec des bateaux de pêche étrangers (notamment chinois) dans la ZEE philippine. La Chine estime que la valeur en prise de pêche et pétrole de cette mer se monte à mille milliards de dollars. La police des mers est également nécessaire pour lutter contre une piraterie très présente dans cette zone. C'est pourquoi les états riverains mettent en place une lutte anti-piraterie, notamment le ReCAAP (association de coopération régionale pour la lutte contre piraterie et banditisme en Asie, ratifié par 17 états).
- Ce sont des zones de ressources tant halieutique (pêche) qu'énergétique (pétrole notamment, mais aussi hydrate de méthane[3]). Se pose alors pour chaque pays riverain la question d'en permettre l'exploitation dans des conditions juridiquement définies sur sa zone économique exclusive. Les premiers sondages montrant que la zone pourrait être riche en pétrole remontent à 1968. Le ministre chinois des ressources géologiques et minières a estimé leur potentiel à 17,7 milliards de tonnes de brut (le Koweït en possédant 13 milliards). Dans les années qui suivirent, les revendications s'intensifièrent. Le 11 mars 1976, la première compagnie pétrolière philippine découvrit un gisement pétrolier au large de l'île de Palawan (île de mer de Chine méridionale, mais appartenant aux Philippines). Ces champs pétrolifères fournissent 15 % de la consommation annuelle de pétrole aux Philippines. Cependant, aucun des pays revendiquant les Spratleys n'a accordé de concession en mer, pour éviter de provoquer une crise. De plus, les compagnies pétrolières internationales n'ont pas encore pris d'engagements, elles attendent que le litige territorial soit réglé.

Mais les limites des zones économiques exclusives (ZEE) ne sont pas consensuelles ; en particulier, il n'est pas clair de savoir si les archipels des îles Paracels et des Spratleys ouvrent droit à leur propre ZEE, et si oui, de quelle extension elle peut être. De ce fait, ce qui peut être considéré par les uns comme de l'exploitation des ressources de haute mer peut par d'autres être considéré comme une exploitation illégitime de sa propre ZEE.

### Zone économique exclusive
Par ailleurs, la mer de Chine méridionale abrite plusieurs archipels coralliens : les Îles Spratleys, les Îles Paracels, les Îles Pratas, le banc Macclesfield, le Récif de Scarborough. Ces petites émergences qui sont surtout des dangers pour la navigation deviennent autant de points d'appui dans le jeu des pays riverains : outre leur éventuel intérêt économique propre, ils peuvent servir de port de soutien ou de base navale pour les puissances en présence et peuvent permettre de justifier une revendication d'eaux territoriales, voire de zone économique exclusive les entourant.
Pour la convention sur le droit de la mer, chaque pays riverain a le droit exclusif (§56) d'exploiter ces ressources dans une zone partant de ses côtes (ou plus exactement de la ligne de base, ce qui est une source de litiges) et s'étendant vers le large jusqu'à une distance d'au plus 200 NM (§57).
Cependant, « Cette disposition ne s'applique cependant pas dans le cas où, en raison de l'existence de titres historiques ou d'autres circonstances spéciales, il est nécessaire de délimiter autrement la mer territoriale des deux États. » D'autre part, « Les rochers qui ne se prêtent pas à l'habitation humaine ou à une vie économique propre n'ont pas de zone économique exclusive ni de plateau continental » (§121-3).
Il a été jugé que pour le droit de la mer, un « titre historique » signifie que les eaux en question sont traitées comme des eaux intérieures mais ne pourraient pas en avoir le caractère en application de la convention sur le droit de la mer.
Il est possible de justifier le caractère territorial ou intérieur de ces eaux par l'exercice des compétences y relatives pendant une longue période sans rencontrer d'opposition de la part des autres États, une sorte de possessio longi temporis, avec ce résultat qu'aujourd'hui ces compétences doivent être reconnues. La concession d'un privilège exclusif de pêche et de chasse démontre que les eaux correspondantes sont considérées comme relevant exclusivement de la souveraineté.
En mer de Chine méridionale, une même zone est très souvent à moins de 200 NM de plusieurs îles ou côtes ; et dans ce cas, en règle générale, la limite de la zone exclusive est en principe le mi-chemin : une zone se rattache à la côte la plus proche (§15).
Pour les pays riverains, un des enjeux des revendications est de faire reconnaître juridiquement ces droits exclusifs sur une zone aussi grande que possible.
Pour la plupart des États riverains, l'enjeu de la ZEE conduit d'une part à faire passer leur ligne de base le plus loin possible de leur côte, en l'appuyant parfois très artificiellement sur des petites îles situées au large. Il conduit d'autre part à qualifier de « rochers » (au sens de l'article 121-3) les petites îles, notamment celles des Paracels et surtout des Spratleys.
Pour la Chine et le Viêt Nam, au contraire, l'enjeu économique est de se voir reconnaître une ZEE autour des archipels des Paracels et des Spratleys. Cet enjeu conduit ces deux pays à revendiquer leur souveraineté sur ces poussières coralliennes émergées, à insister sur leur caractère d'île à part entière capable d'entretenir une vie économique propre, et à démontrer que leurs populations ont un « titre historique » sur la pêche dans ces zones.

### Enjeux stratégiques
Dans le monde moderne, la mer de Chine méridionale est un enjeu stratégique pour les pays riverains et les puissances intervenant dans la région :
- La zone est également le passage de routes maritimes parmi les plus fréquentées au monde. De nombreux ports très importants dans le commerce local et mondial sont présents et plusieurs axes majeurs du trafic maritime passent par cette mer. La moitié du tonnage voyageant par transport maritime et le tiers du transport de pétrole y transitent en 2010[3], chiffre en augmentation constante avec la croissance de la consommation chinoise de pétrole. Ce trafic est ainsi trois fois plus important que celui passant par le canal de Suez et cinq fois plus que celui du canal de Panama. Se pose la question d'en assurer la protection militaire afin de sécuriser ces approvisionnements. Les États-Unis, qui ont des accords de défense avec de nombreux pays intéressés par ces voies maritimes : Taiwan, la Corée du Sud, le Japon, l'Australie, les Philippines, la Thailande et Singapour[3], sont directement impliqués dans cette protection.
- La mer de Chine méridionale représente pour la Chine une sorte de « bouclier naturel » face aux États-Unis, l'autre grand acteur majeur du Pacifique. Les Spratley forment également une excellente base d'observation des manœuvres de la flotte américaine. Sur le plan stratégique, la défense maritime des approches de la Chine, seule puissance nucléaire de la région, implique de neutraliser toute menace à l'intérieur de son premier cordon insulaire (en), et d'assurer la neutralité de ses détroits pour garantir son accès au Pacifique[3][non neutre].
- Le Viêt Nam et la Chine (à l'exemple de nombreux autres pays, comme le Danemark) reconnaissent aux seuls navires civils le « droit de passage inoffensif » normalement reconnu à tout bâtiment par la convention sur le droit de la mer, mais exigent néanmoins que les bâtiments militaires demandent la permission d'y pénétrer[3],[5]. Pour les autres puissances intervenant sur cette zone, et en particulier les États-Unis, cette exigence est une dangereuse et inacceptable restriction à l'évolution de leurs forces maritimes, dont la liberté d’évolution est nécessaire pour protéger les voies maritimes et l'accès aux bases navales[a]. Au demeurant, les États-Unis sont un des très rares pays non encore signataires de la convention sur le droit de la mer[non neutre].

## État actuel des revendications

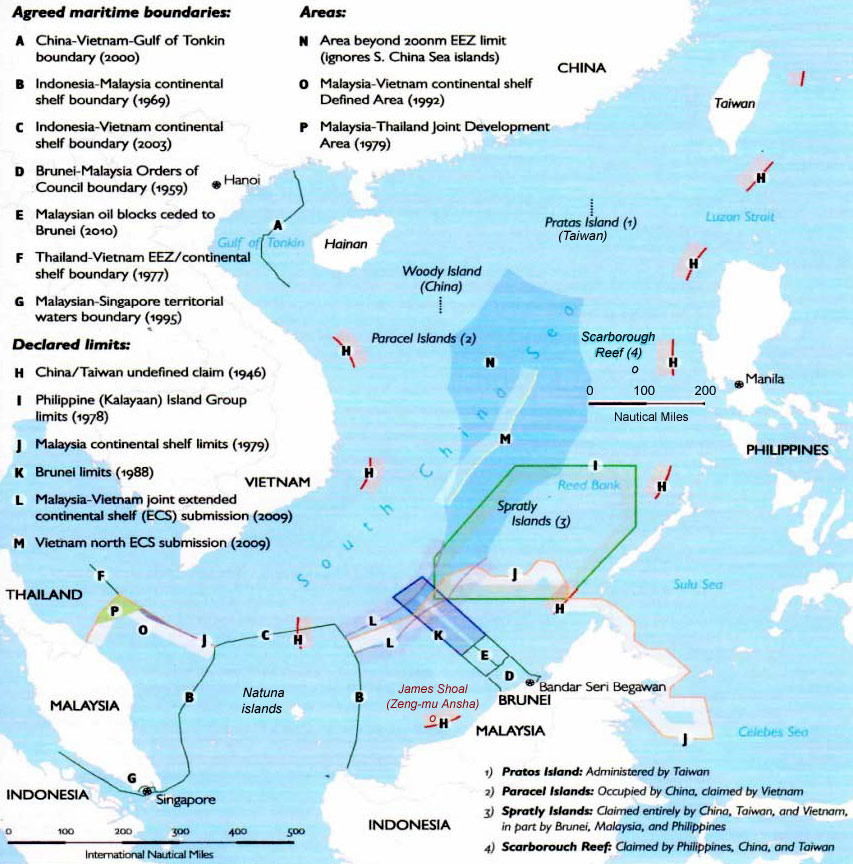
Revendications et accords en mer de Chine méridionale.

### Revendications de Brunei
Les revendications de cet État, le plus petit de tous ceux qui s'affrontent autour des Spratleys, sont aussi parmi les plus limitées. En 1992, le Brunei a fait savoir qu'il revendiquait la souveraineté des eaux entourant le récif Louisa.

### Revendications de l'Indonésie
L’Indonésie, état archipélagique déclaré au sens de l’article 46 de la convention des Nations unies sur le droit de la mer (CNUDM), possède une frontière maritime et des eaux archipélagiques autour des Îles Natuna. L’Indonésie possède une ZEE dans le sud-ouest de la mer de Chine méridionale délimitée à l’ouest et à l’est par l’accord de 1969 avec la Malaisie et au nord par l’accord de 2003 avec le Vietnam ; entré en vigueur le 29 mai 2007. Ces accords étant légalement enregistrés, contrairement aux autres états, l’Indonésie n’est pas partie prenante à la querelle de souveraineté. Cependant dans les années 2010, l’Indonésie a déclaré que la revendication chinoise était illégalement trop proche de sa ZEE et qu’elle se réservait le droit de porter plainte devant une juridiction internationale.

### Revendications de la Malaisie
Les revendications de la Malaisie ne portent que sur une partie des îles Spratleys, au large de Kota Kinabalu. La Malaisie occupe d'ailleurs trois groupes d'îles, un quatrième étant occupé par les Philippines. A la limite du golfe de Thaïlande, elle possède depuis 1971 une ZEE au nord de sa partie péninsulaire.

### Revendications des Philippines
Les revendications des Philippines ne portent que sur une partie des îles Spratleys, celle qui avait fait l'objet d'une proclamation de souveraineté de la part de Tomás Cloma. Les Philippines soulignent que Kalayaan ne se confond pas avec l'archipel des Spratleys, sur lequel elles n'ont pas de revendication. Le territoire de Kalayaan ne comprend pas les zones situées à l'ouest de 112° 10′ E et au sud de 7° 40′ N. Il comprenait de nombreux récifs et îlots en mer de Chine méridionale, dont certaines des îles Spratleys, Itu Aba, Pag-Asa, Nam Yit, l'île d'York occidentale, les récifs du Danger du nord et Mariveles, et le banc de l'Inspecteur.
Les Philippines se basent pour soutenir leurs revendications sur le principe du res nullius, et de la proximité géographique. Pour elles, Kalayaan est res nullius jusqu'aux années 1930, quand la France et le Japon acquièrent la souveraineté sur les îles. La première revendication des Philippines fut faite en 1946. Quand le Japon renonce à sa souveraineté sur les îles en 1951, les droits sur les îles sont abandonnés sans bénéficiaire particulier, donc seraient redevenues disponibles à l'annexion en tant que res nullius. De plus, les revendications sur Kalayaan se font aussi sur des bases géographiques, car distincte des autres groupes d'îles de mer de Chine, car située dans une chaîne d'îles différentes que les Spratleys.
De plus, l'accord des Nations unies de 1982 sur la juridiction dans les mers étend celle des États jusqu'à 200 milles nautiques des cotes. Cette convention a été signée par les Philippines, le Vietnam et la Chine. Cependant cette dernière ne la ratifiera qu'en 1996.
En juin 2011, les Philippines décident de rebaptiser la mer de Chine méridionale « mer des Philippines occidentale »,.

### Revendications de Taïwan
Les revendications de Taïwan se basent sur les mêmes faits historiques que celles de la Chine, et portent donc à la fois sur les Paracels et les Spratleys.
De plus, Taïwan a occupé dès 1956 l'île de Itu Aba, et a maintenu depuis sa présence militaire, malgré l'attaque des Philippins en 1977. Taïwan a également élevé un abri d'observation des oiseaux en 2003.

### Revendications de la république populaire de Chine

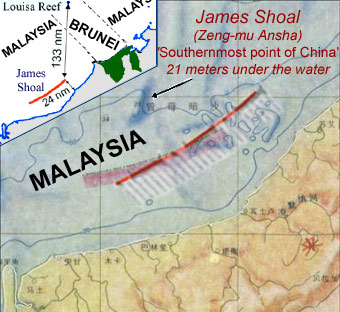
La position des traits n’est pas stable. Ex. : Emplacement du quatrième trait dans les cartes chinoises de 1984 (trait épais) et de 2009 (trait rouge), situé à 24 nm de la côte malaisienne de l'île de Bornéo, à 133 nm du récif Louisa. Le banc de James (Zeng-mu Ansha), qualifié par la Chine de "territoire chinois le plus méridional", à 21 mètres sous le niveau de la mer. Selon le droit de la mer il fait partie du plateau continental de la Malaisie.

Les revendications de la république populaire de Chine sont basées sur sa Ligne en neuf traits, dont elle ne souhaite pas préciser la position exacte, présentée depuis 1947 à l'appui de ses revendications historiques.
Quand en 2009, la Malaisie et le Viêt Nam, après avoir réglé leurs différends territoriaux, ont déposé une demande sur une zone non disputée par d'autres pays d'Asie du Sud-Est, la Chine a fait valoir par une note verbale, contenant une nouvelle version de sa ligne en neuf traits, que le conflit territorial n'est pas réglé avec elle, bloquant ainsi la demande de ces deux pays. La Chine ayant alors affiché clairement sa stratégie, occupe la mer par la force grâce à sa puissance militaire.

### Revendications du Vietnam
Le Vietnam revendique l'établissement de sa souveraineté dès le XVe siècle sur les archipels de Hoang-Sa et de Truong-Sa.
Le Vietnam considère qu'il a un titre de souveraineté historique sur les archipels, hérité de la colonisation française.
Comme les autres pays, le Vietnam cherche à légaliser sa position par une série d'actes de souveraineté, afin de profiter du fait établi : par exemple des établissements de bases ou des concessions de forages. En mai 2004, le Vietnam a reconstruit un aéroport sur une des îles.

## Contexte historique

### Arrivée des Portugais puis des Espagnols (XVIesiècle)

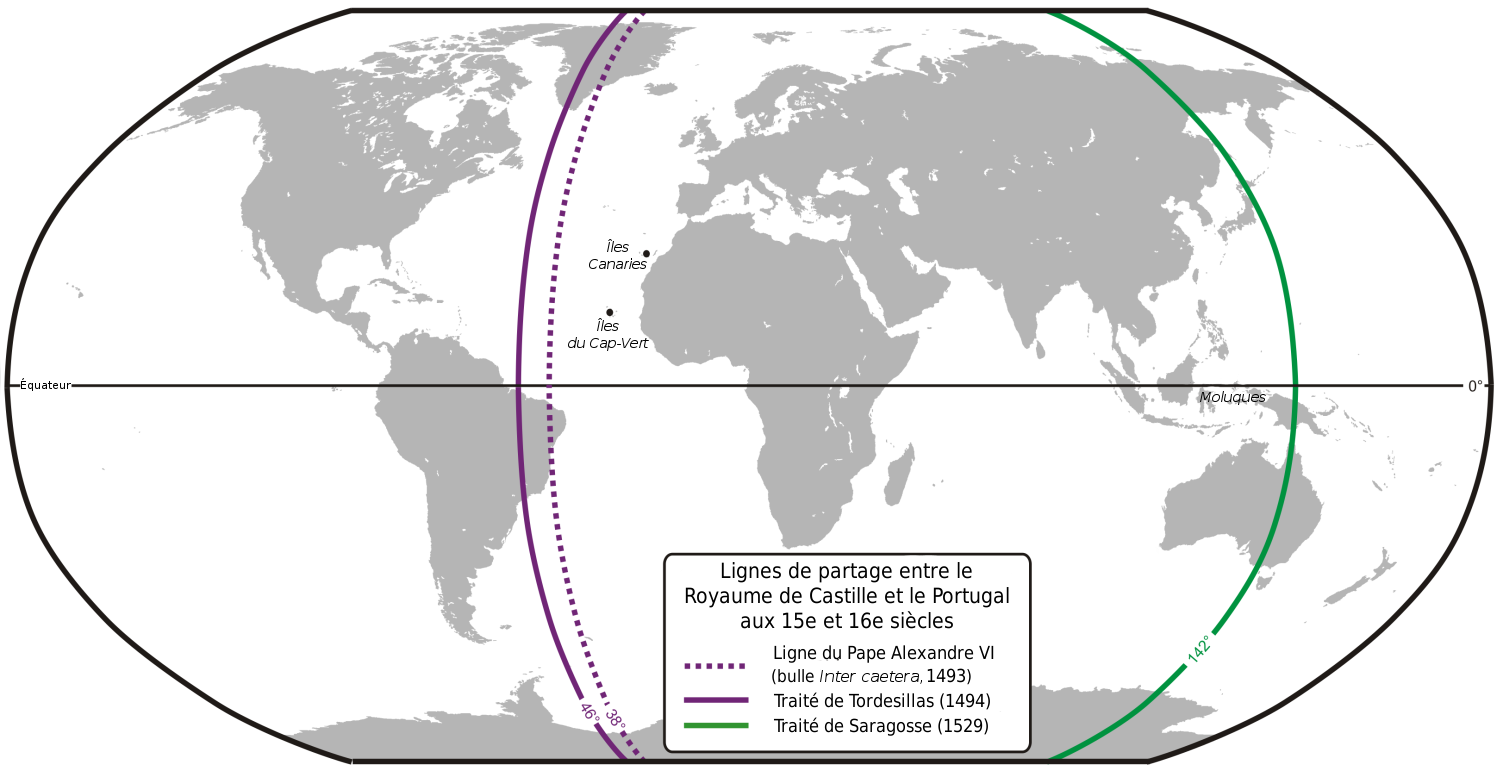
La ligne de partage selon la bulle Inter cætera (en pointillés), selon le traité de Tordesillas (en violet), et son prolongement selon le traité de Saragosse (en vert).

Sous l'égide du pape Alexandre VI (bulle pontificale Inter caetera de mai 1493), le traité de Tordesillas (7 juin 1494), divise le monde en deux zones d'influence, l'espagnole et la portugaise (Brésil, Afrique, Asie). Le pape confie également aux deux rois le droit et devoir d'évangéliser les pays colonisés. C'est l'origine du système de patronage portugais, dit Padroado, première période, de 1552 à 1686. Les premiers missionnaires voyagent naturellement avec les marchands portugais. Ainsi, vers le milieu du XVIe siècle, à la suite de saint François-Xavier, les jésuites sont présents dans le sud-est asiatique, là où se trouvent les Portugais : Goa, Malacca, Macao et au Japon.
Magellan, bien que portugais, élabore, à tort, une théorie selon laquelle le méridien de Tordesillas, prolongé dans le Pacifique, placerait les Moluques dans la zone dévolue à l’Espagne. Il s'agit d'atteindre ces îles en traversant les mers espagnoles et d'en prendre possession au nom de la couronne de Castille. A cette époque, le Pacifique est mal connu et le calcul de la longitude n'est pas au point tandis que les épices ont une grande valeur ; d'où l'expression "Payer en espèces (épices)". L'escadre de Magellan (cinq navires) part de Séville en août 1519, découvre en 1520 un passage vers le Pacifique, le détroit de Magellan, puis découvre les Philippines pour le compte de l’Espagne. Lapu-Lapu, roi de la petite île de Mactan, en face de Cebu, refuse de se soumettre aux envahisseurs. S'impliquant dans ce conflit entre chefs locaux, Magellan est tué au combat en avril 1521. Il ne reste alors plus que deux navires, qui réussissent à atteindre le sultanat de Brunei puis les Moluques en novembre et à charger une cargaison de clou de girofle. Ils se séparent ensuite : Sous le commandement de Juan Sebastián Elcano, la Victoria repart vers l'ouest, à travers les mers portugaises, et réussit à atteindre Séville le 6 septembre 1522. Le second navire tente le retour par le Pacifique, mais rencontre la saison des cyclones et est capturé par les Portugais.
Charles Quint, qui a épousé l'infante Isabelle de Portugal en 1526, décide alors de traiter en renonçant à ses prétentions sur les Moluques. Les négociations aboutissent au traité de Saragosse, du 22 avril 1529. Le méridien choisi pour délimiter les deux zones dans le Pacifique est placé à 297,5 lieues à l'est de l'archipel des Moluques. En contrepartie, le Portugal paie 350 000 ducats d'or à la couronne de Castille et accepte que les Espagnols puissent coloniser les Philippines, découvertes par Magellan, bien qu'elles soient situées à l'ouest du méridien défini par le traité.
Les Néerlandais se révoltent contre les rois d'Espagne. La guerre de Quatre-Vingts Ans (1568-1648) aboutit en 1581 à la naissance d'un nouvel État, les Provinces-Unies qui devient la troisième puissance coloniale, laquelle s’implante en Indonésie et à Taïwan.

### Premières cartographies scientifiques (XVIIeetXVIIIesiècles)

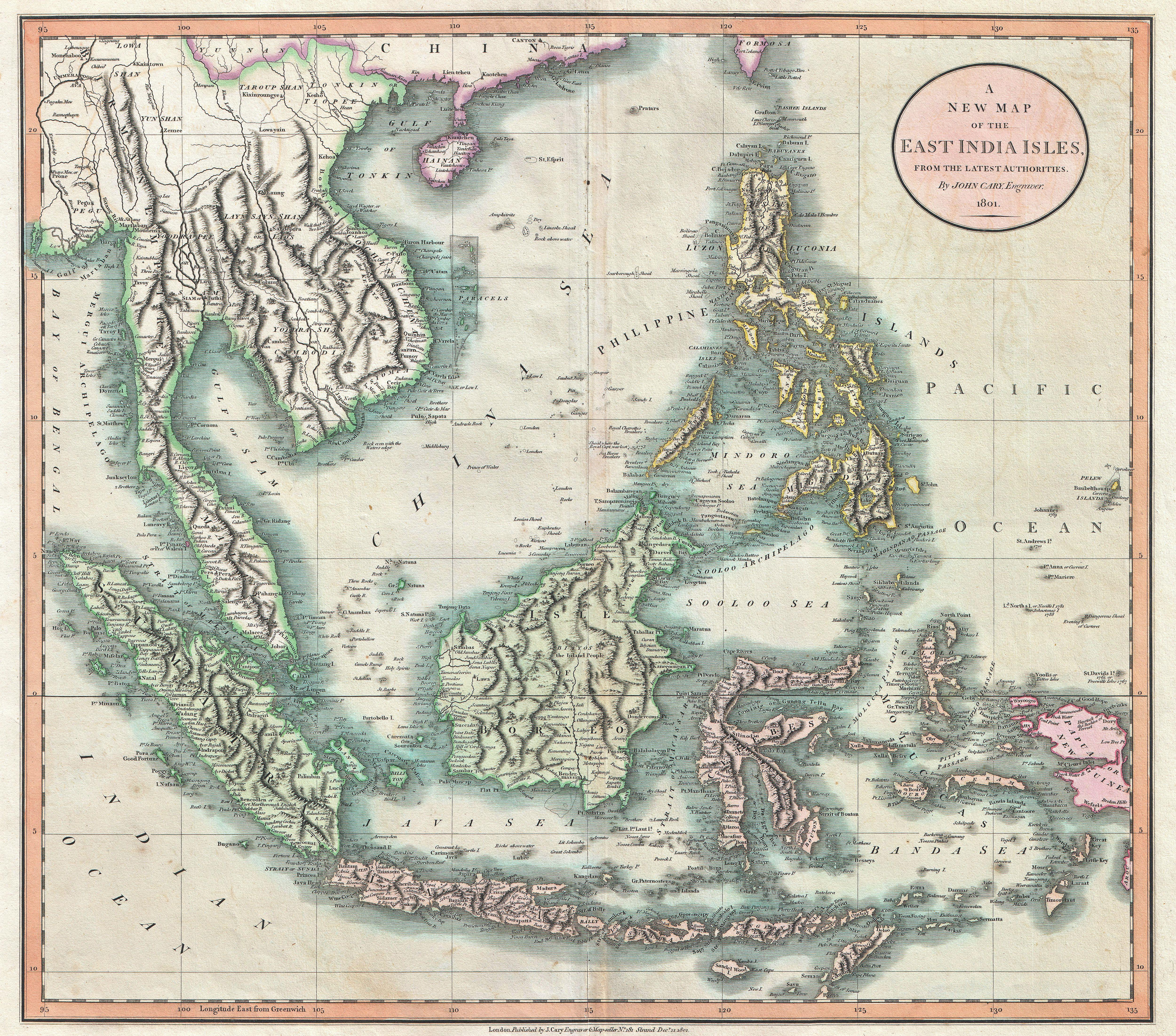
Carte des Indes orientales de John Cary de 1801. Couvre toute l'Asie du Sud-Est de l'île de Formose à Sumatra, Java et les Célèbes. La position de la plupart des îles est connue ainsi que celle des hauts-fonds près de Bornéo et des Philippines mais les îles ne sont pas encore regroupées en archipel.

Amphitrite, bateau français de 500 tonneaux qui fit deux voyages en Chine dont le premier, en 1698, est retracé par Giovanni Battista Gherardini dans Relation Du Voyage Fait à la Chine Sur Le Vaisseau L'Amphitrite, En L'Année 1698, prêté par Louis XIV aux Jésuites. Le second eut lieu du 7 mars 1701 au 17 août 1703.

### Îles du sud: Paracels ou Spratleys?
Bien qu'actuellement distingués dans les nomenclatures modernes, ces deux archipels ont souvent été regroupés sous une même dénomination par les appellations traditionnelles[réf. nécessaire].
Avant le XXe siècle, ces deux archipels ont été indifféremment appelés par les termes génériques de Shichuang (石床, récifs, littéralement « lits de pierre »), Changsha (長沙, longs récifs, littéralement « longs bancs »), ou Shitang (石塘, atolls). De même, les « sha du sud » (南 沙 : Nansha, îles du sud, actuellement les îles Spratleys) peuvent se comprendre comme au sud de la Chine continentale, et donc recouvrir l'ensemble des trois sous-groupes de l'ouest (西 沙 : Xisha, Paracels), du centre (Zhongsha, Macclesfield Bank) et de l'est (Dongsha, îles Pratas).
La toponymie vietnamienne désigne initialement par 黃沙 (Cát Vàng, bancs jaunes) aussi bien les Spratleys que les Paracels,.
Ce n'est que sous l'empereur du Viêt Nam Minh Mạng (1791-1841) que l'archipel des Spratleys a été distingué et nommé Vạn Lý Trường Sa (萬里長沙, les dix mille bancs d'un li),.

### Rattachements historiques chinois

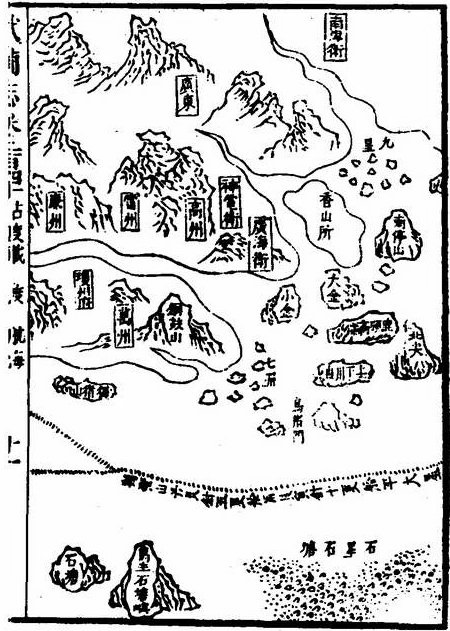
Les îles Paracel telles qu'elles apparaissent dans la Carte des voyages de Zheng He (ce seraient les îles en bas à gauche).

La Chine base ses revendications sur des considérations historiques. Elle considère que les îles Spratleys et les îles Paracels relèvent du territoire chinois depuis près de deux millénaires, et avance d'anciens manuscrits évoquant ces archipels comme chinois, ainsi que des poteries et des monnaies trouvées sur les îles comme des preuves. Pour la Chine, des sources, dont l'authenticité n'est pas assurée, indiquent que vers 210 avant notre ère, la Dynastie Han aurait mis en place une administration pour l’île de Hainan, dont le domaine de compétence incluait les archipels de Nansha (Spratleys) et de Xisha (Îles Paracels).
Un certain nombre d'experts remettent en cause ces revendications, car des trouvailles de monnaies de la dynastie Han ne sont pas des arguments convaincants pour des revendications contemporaines. Ce sont plus des indices de relations commerciales entre la Chine et l'Asie du Sud-Est que des traces d'établissement chinois.
De plus, des onze textes évoqués par la Chine, aucun ne mentionne explicitement un contrôle effectif de la Chine sur ces îles, ni le passage de représentants de la Chine. Le simple passage occasionnel de navires ne suffirait pas à justifier des revendications.
Par la suite, au Xe siècle, la flotte des Song aurait commencé à patrouiller régulièrement les îles Paracels, et le gouvernement impérial a délivré des permis de pêche et des autorisations d’exploitation pour cette zone. Au mieux, l'administration du Hainan sur ces îles semble avoir été très épisodique.
En 1279, l'empereur régnant de la dynastie Yuan mandate Guo Shoujing pour cartographier l'archipel, expédition rapportée par le Yuan Shi. Les cartes datant de cette époque placent invariablement Changsha (les Paracels) et Shitang (les Spratlys) dans le périmètre de l'empire Yuan.
- (zh) 元史/卷162#○史弼 (Wikisource)

Le Geng Lu Bu, guide de navigation pour la mer de Chine, est rédigé par des pêcheurs chinois vers le XIVe siècle, et a depuis été transmis de génération en génération. Il liste les conditions océaniques en mer de Chine méridionale, nomme les îles et récifs, et note les lignes de navigation et les lieux de pêche. Pour la Chine, ces instructions nautiques sont "une preuve du fait que les îles en mer de Chine méridionale font partie intégrante du territoire chinois."

### Influence d'Annam(XIXesiècle)

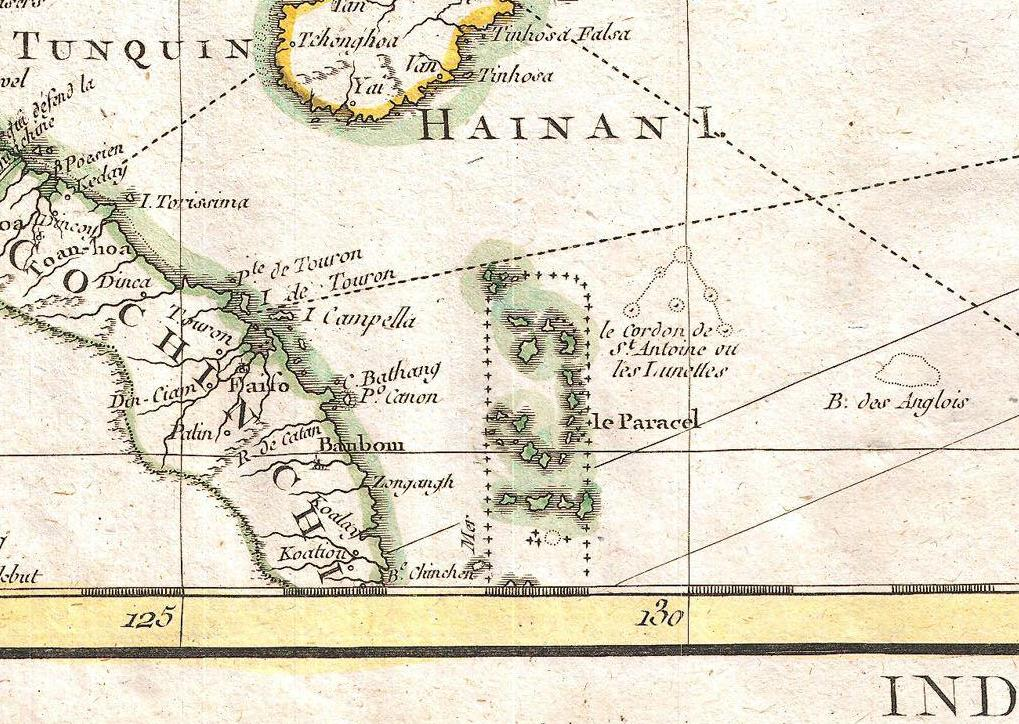
Extrait de la Carte hydro-geo-graphique des Indes Orientales, par Rigobert Bonne, 1771 ; les îles Paracel y font partie de la Cochinchine (Viêt Nam)

Le Vietnam affirme que les Paracels (Hoang Sa en vietnamien) et Spratleys (Truong Sa en vietnamien) ont été découvertes sous la dynastie des Nguyen, du XVI au XIXe siècle (ce qui est confirmé pour les Paracels, mais pas pour les Spratleys).
Ces archipels avaient été pris en charge par les seigneurs Nguyên à partir de l'année 1630, règne de Nguyên Phuc Nguyên (1613-1635).
Du XVIe au XIXe siècle, les flottilles de Hoàng Sa et Bắc Hải, de l'Empire d'Annam, y touchent fréquemment pour en inventorier et exploiter les ressources.
Avant la colonisation française, les cartes européennes reconnaissent cependant les Paracels comme appartenant à l'Empire d'Annam.
En 1815, l'empereur Gia Long ordonna à Pham Quang Anh (vi) de cartographier les deux archipels et les routes maritimes associées.
D'après Jean-Baptiste Chaigneau, l'empereur Gia Long revendiqua officiellement en 1816 la souveraineté sur ce qui correspond de nos jours aux îles Spratleys et Paracels, ces deux archipels ne furent distingués que sous son successeur l'empereur Minh Mạng. La prise de possession fut matérialisée par une levée des couleurs. La Chine objecte qu'à cette époque l'Annam était un État tributaire de la Chine qui n'avait donc pas pu en revendiquer le territoire.
En 1836, l'empereur vietnamien Minh Mang ordonne une cartographie systématique des îles Paracels, et y fait ériger dix bornes territoriales.
À partir de 1862 et du premier traité de Saïgon, l'administration du territoire vietnamien passe progressivement sous contrôle français, jusqu'à la formation de l'Indochine française en 1887.

### Arrivée de l'Occident colonial (XIXeetXXesiècles)
Dans les années 1870, le capitaine de la marine britannique James George Meads revendique les îles Spratleys qu'il explore ; cette revendication sera reprise en 1914 par son fils pour former un « Kingdom of Humanity » (Royaume de l'Humanité), une micro-nation, qui évoluera ultérieurement en 1959 en la république de Morac-Songhrati-Meads.
En 1876, l'ambassadeur de Chine au Royaume-Uni revendique spécifiquement les îles Paracels comme territoire chinois.
En 1877, des colons britanniques en provenance de la colonie de la Couronne de Labuan hissent le drapeau du Royaume-Uni sur l'île Spratley et Amboyna Cay, dont ils souhaitent exploiter les gisements de guano. La licence d'exploitation leur fut accordée, et une notice en fut publiée dans la gazette des colonies de Hong Kong et des établissements des détroits. Cette publication semble être la première revendication moderne documentée sur les îles Spratleys.
Pendant la période de la colonisation française au Viêt Nam, de 1885 à 1949, le Viêt Nam et ses îles sont sous administration de l'Indochine française. Cette administration ne s'intéressera aux archipels qu'à partir de 1931.
En 1883, le gouvernement de la dynastie Qing émet des protestations diplomatiques auprès du gouvernement allemand contre une campagne de cartograhie des îles Paracels entreprise par un navire allemand, entraînant d'après les chinois l'arrêt de cette campagne.
Les travaux de cartographie effectués par les SMS Freya et Iltis entre 1881 et 1884 furent ensuite publiés en 1885,.
Une série de traités passés entre l'Espagne et les États-Unis (1898 et 1900) puis entre ce dernier et le Royaume-Uni (1930) ont conduit à définir un polygone à l'intérieur duquel les îles étaient rattachées aux Philippines (voir carte ci-jointe).
Ces mêmes limites seront plus tard celles de l'éphémère micro-état de Kalayaan.
Bien que ces traités ne visaient qu'à préciser sous quelle souveraineté étaient placées les îles côtières, ils furent ensuite invoqués par les Philippines pour revendiquer cette délimitation comme une frontière d'eau territoriale, puis plus tard pour revendiquer une souveraineté sur une partie des îles Spratleys.

### Responsabilité administrative des îles
Le premier acte de souveraineté vérifiable de la part du gouvernement Qing prend place en mai 1909, date à laquelle la Chine déploie aux Paracels trois bâtiments de guerre et 170 hommes, pour ériger des stèles, y hisser le drapeau chinois, et ponctuer ces cérémonies de coups de canon pour matérialiser la souveraineté chinoise sur l'archipel.
Après la chute de la dynastie Qing, le nouveau gouvernement du Guangdong décide en 1911 de placer l'archipel des Paracels sous la juridication de la préfécture du Hainan. En 1921, le gouvernement militaire réaffirme cette décision. Cette administration se manifeste par des licences d'exploitation du guano local, et des protestations diplomatiques contre les incursions étrangères.
Les japonais commencent à exploiter clandestinement les ressources de phosphate des Paracels dès 1919. Ils approchent l'administration française pour en obtenir la licence, mais celle-ci décline sa compétence. En 1921, Ho Jui-nien obtient de l'administration chinoise une autorisation d'exploiter les dépôts de phosphate et les zones de pêche autour des îles Paracels ; mais à la suite de plaintes sur le fait que son entreprise est à capital japonais, une longue procédure judiciaire conduit le gouvernement chinois à annuler ce permis et l'attribuer à une autre compagnie, puis en 1928, de décider d'un plan de développement économique de l'archipel.
En 1928, les Paracels font en tant que territoire chinois l'objet d'une campagne de cartographie (laquelle n'inclut pas les îles Spratleys).
En 1930, la conférence sur la météorologie de l'extrême orient tenue à Hong Kong félicite le gouvernement chinois pour la station météorologique qu'il a établi sur les îles Pratas, et exprime que d'autres soient établies dans des zones non encore couvertes, notamment le Macclesfield Bank et les îles Paracels,.

### Revendications françaises

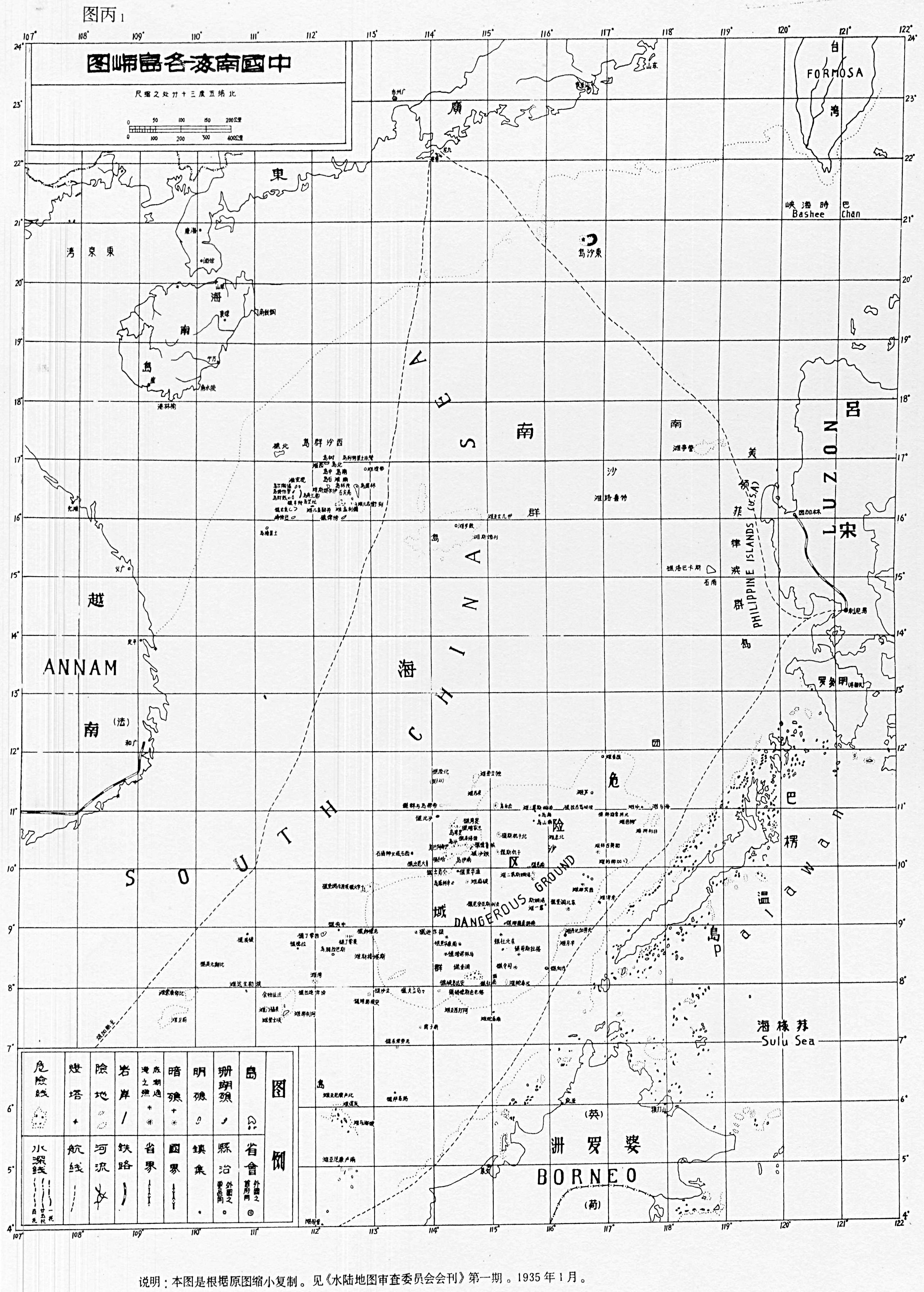
« carte chinoise des îles en mer de Chine méridionale », 1935.

En 1930, la Malicieuse explore les îles Spratleys et y hisse le drapeau français. La France déclare le 23 septembre 1930 aux autres grandes puissances qu'elle prend possession de l'archipel, qu'elle considère comme terra nullius. Les bâtiments français visitent l'archipel des Spratleys et prennent possession de ses différentes îles,.
Bien qu'y ayant accordé des concessions d'exploitation du guano en 1877 et 1883, le gouvernement britannique déclare que ces îles n'ont pas été formellement annexées, et qu'il ne conteste pas la position française.
De 1931 à 1940, la France renforce sa présence dans le sud-ouest de l'archipel des Paracels.
La première revendication française sur les Paracels survient en décembre 1931, par une protestation contre l'attribution par la Chine de licences d'exploitation du guano. En juin 1932 la France déclare prendre possession de l'archipel des Paracels,.
Le 27 juillet 1932, le ministre des affaires étrangères chinois instruit son ambassadeur en France pour qu'il délivre une protestation au gouvernement français, contestant cette déclaration de prise de possession de la France, affirmant que les Paracels forment la partie méridionale du territoire chinois. La Chine refuse la proposition française de régler le litige devant un tribunal international.
Par une publication au journal officiel du 26 juillet 1933, la France informe le Monde qu'elle prend possession de l'archipel des Spratleys et le place sous la protection de sa marine.
La Chine proteste en 1933 que l'archipel des Spratleys est sous souveraineté chinoise.
En 1934, dans la protestation chinoise contre l'appropriation des Paracels, la Chine considère que la convention sur la frontière sino-vietnamienne, signée en 1887 entre la France et la Chine après la guerre franco-chinoise, laisse implicitement à la Chine la souveraineté sur les îles Spratlys et Paracels,.
Cette interprétation a cependant été contestée par le Quai d'Orsay, par une note diplomatique précisant que ce traité n'a qu'une portée géographique limitée à l'issue de cette frontière.
En 1935, une carte intitulée « carte des îles chinoises dans la mer de Chine méridionale » (Zhongguo nanhai ge daoyu tu - 中國南海各島嶼圖) est publiée par le comité de cartographie terrestre et maritime de la république de Chine (水陸地圖審查委員會),.
Le comité publie une liste de 28 îles et récifs émergents des Paracels et 96 des Spratleys, présentés comme territoire chinois. Cette carte est utilisée sur la scène internationale par le gouvernement chinois en 1947 pour préciser diplomatiquement ses revendications de souveraineté.
Le 30 mars 1938, l'empereur Bảo Đại rattache par décret impérial les îles Paracel à la province de Thừa Thiên. Alors engagé dans la seconde guerre sino-japonaise, le Japon déclare que ce rattachement (qui permet à la France de menacer son flanc sud) est injustifiable, dans la mesure où tant la France que le Royaume-Uni ont reconnu que les îles Paracels font partie de la préfecture du Hainan.
Les autorités chinoises n’avaient jamais reconnu ni les occupations ni les revendications étrangères des XIXe et XXe siècles.

## Histoire contemporaine

### Autour de la Seconde Guerre mondiale
L'archipel est occupé par des troupes franco-vietnamiennes en 1938, alors que la Chine est aux prises avec la seconde guerre sino-japonaise, et malgré les protestations chinoises déclarant que « les déclarations de la Grande-Bretagne et de la France, respectivement faites en 1900 et 1921, ont déjà déclaré que les îles Xisha [Paracels] font partie de la préfecture administrative de l'île du Hainan. De ce fait, les revendications actuelles de l'Annam ou de la France sur les îles Xisha sont totalement injustifiables ».
D'après la Chine, la France lui assure que cette présence militaire n'a qu'un but défensif et ne préjuge pas de la dispute territoriale.
Pendant la Seconde Guerre mondiale, les îles sont ensuite occupées en tant que possession chinoise par la marine japonaise en 1939, après en avoir délogé les français. Les japonais placent les îles Spratley sous l'administration de Taïwan.
En novembre 1943, les alliés annoncent par la déclaration du Caire que « le Japon se verra retirer toutes les îles du Pacifique qu'il a capturées ou occupées depuis la Première Guerre mondiale en 1914, et tous les territoires volé par le Japon aux chinois [...] seront restitués à la république de Chine. » Cette condition est ensuite référencée par la conférence de Potsdam, ultimatum énonçant les conditions alliées de la reddition du Japon, dont les termes explicitement mentionnés et acceptés dans les actes de capitulation du Japon. Par la suite, la Chine avancera que ces déclarations impliquent que les îles Paracels, qu'elle considère comme historiquement chinoises et occupées par le Japon, doivent lui être « restituées ».
Après la signature de la Charte des Nations unies, le 26 juin 1945, l'appropriation de territoires par voie de conquête n'est plus reconnue comme un moyen légitime d'étendre sa souveraineté, la seule appropriation par voie de fait restant possible étant celle de terra nullius. En particulier, l'occupation militaire ne peut plus être un moyen reconnu en droit international (art. 2-4) :
« Les Membres de l'Organisation s'abstiennent, dans leurs relations internationales, de recourir à la menace ou à l'emploi de la force, soit contre l'intégrité territoriale ou l'indépendance politique de tout État, soit de toute autre manière incompatible avec les buts des Nations Unies. »
Par la suite, à la fin de la guerre, les îles Xisha (îles Paracels) et Nansha (îles Spratleys) sont évacuées par les japonais le 26 août 1945 ; et d'octobre à novembre 1946 la Chine envoie un contingent naval comportant des représentants du ministère des affaires étrangères pour reprendre possession des îles de la mer du sud, réitérant matériellement la souveraineté territoriale chinoise.
En 1945, la république de Chine s'installe au nord-est dans les îles de l'Amphitrite. En 1946, la France se réinstalle à l'ouest, sur l'île Pattle dans les îles du Croissant, mais évacue la place en septembre.

### Décennie 1950
La première revendication des Philippines fut faite devant l'Assemblée générale des Nations unies en 1946.[Information douteuse]

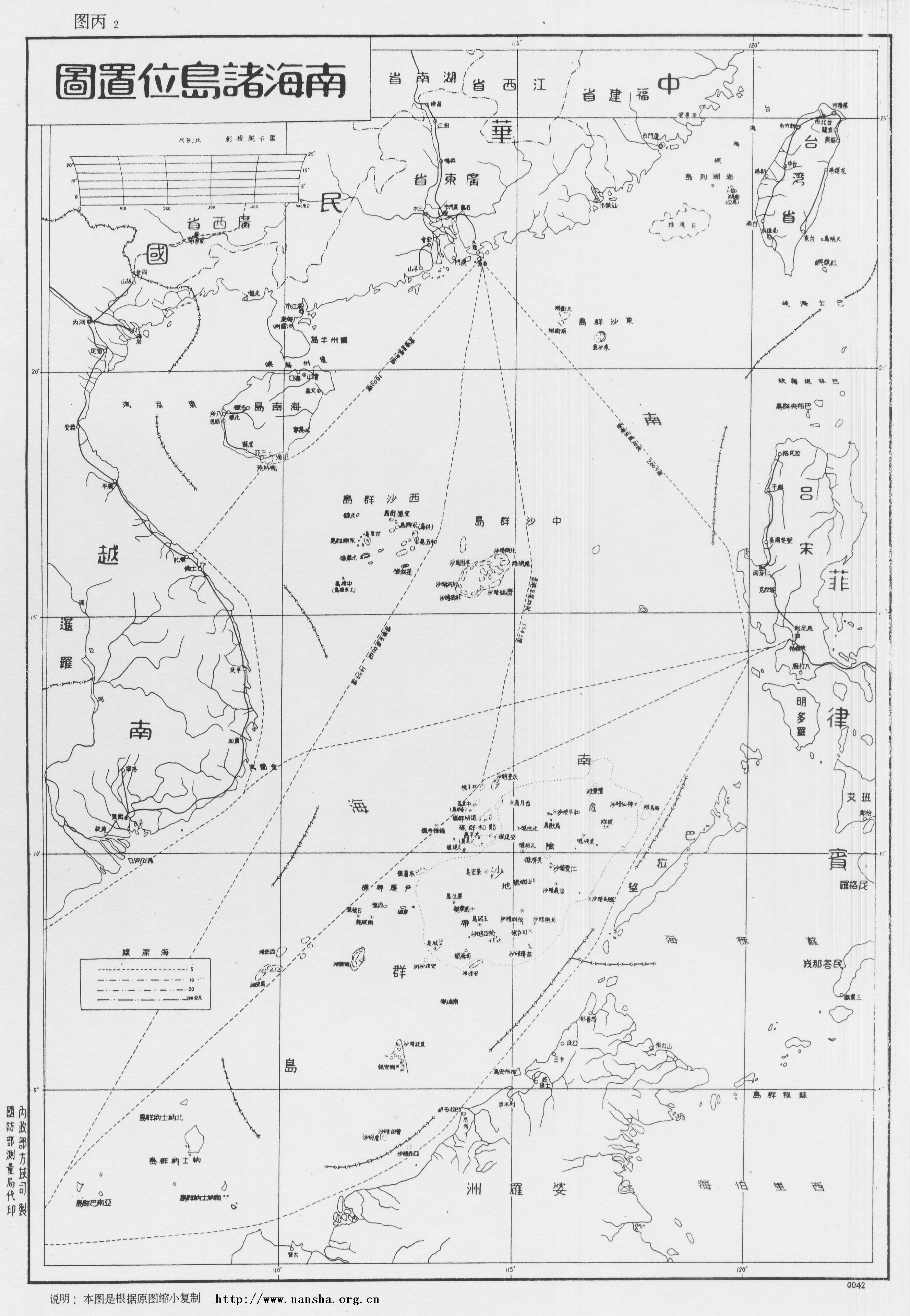
Carte chinoise de 1947 sur laquelle figure la ligne en onze traits englobant Taïwan. Reconnue sans aucun fondement juridique par la Cour permanente d'arbitrage en 2016.

En décembre 1947, la Chine débarque sur l'île aux bois, et publie une carte comprenant la « Ligne en neuf traits » pour appuyer ses revendications sur les archipels de la mer de Chine méridionale : toutes les îles de cette région y sont placées sous le contrôle de Hainan (elle-même une île en mer de Chine du Sud). C'est la première apparition de la « Ligne en neuf traits » ou « Langue de bœuf », une ligne en forme de U englobant toute la mer de Chine du Sud jusqu’au Banc James (ce banc de sable est immergé, mais Pékin le considère toujours comme le point le plus austral du « territoire » chinois).
La France finit par céder les îles Paracels au Viêt Nam le 14 octobre 1950,,.
Cette même année, la France indique au gouvernement philippin que les Spratleys n'ont pas été cédées et sont toujours considérées comme territoire français.
Cependant, la république de Chine s'efface à partir de 1949 devant la république populaire de Chine dont l'avènement conduit en 1950 à évacuer l'archipel, qui restera militairement libre de toute occupation chinoise jusqu'en janvier 1974.
En 1950, le président philippin Elpidio Quirino déclare dans une conférence de presse que les Spratleys appartiennent aux Philippines, mais la déclaration fait l'objet d'un rectificatif officiel de la part du porte-parole du gouvernement.
Avec le traité de San Francisco, signé le 8 septembre 1951, le Japon est officiellement dépossédé des conquêtes de ces archipels réalisées durant la guerre, mais sans préciser le sort de ces archipels (ni celui l'île de Taïwan, qui était japonaise avant la guerre, voir statut de Taïwan) - malgré l'amendement déposé sans succès par Andreï Gromyko demandant que le Japon reconnaisse explicitement la souveraineté chinoise sur ces îles,.
Inversement, les revendications vietnamiennes sur les archipels ne furent pas non plus acceptées par la conférence.
De leur côté, les Philippines n'émettent pas de revendication particulière sur les Spratleys pendant la conférence précédant le traité, mais déclareront par la suite que cet abandon de souveraineté sans transfert laisse de facto les archipels comme terrae nullius.
Dans la mesure où ni la RdC ni la RPC n'avaient été invitées à la table des négociations, à deux reprises, le 15 août et le 18 septembre 1951, la RPC publie une déclaration dénonçant ce traité, le considérant comme illégal et sans effet, et réaffirmant que dans la mer de Chine méridionale, Xisha (îles Paracels), Nansha (îles Spratleys) et Dongsha (îles Pratas, que le traité attribuait aux Nations unies) étaient partie intégrante de la Chine.
En 1952, les îles de la mer du sud sont mentionnées dans le traité de paix bilatéral signé entre la Chine et le Japon, qui « reconnaît que [...] par le traité de San Francisco [...] le Japon a renoncé [...] à Formose, aux îles Pescadores, aux îles Paracels et aux îles Spratleys ». Dans la mesure où dans le traité de San Francisco, l'article de renonciation en question ne portait que sur les territoires chinois (mais sans les énumérer), cette formulation montre que pour les deux signataires, tous ces territoires étaient initialement chinois.
En 1954, le sud-Vietnam prend pied dans les Paracels sur l'île Pattle,.
En 1955, lors de sa première conférence sur la circulation aérienne de l'Asie et du Pacifique, l'association internationale du transport aérien recommande à Taiwan d'améliorer ses observations météorologiques sur les îles Spratleys.
Le 15 mai 1956, Tomás Cloma, un juriste et homme d'affaires philippin, déclare la fondation d'un nouvel État en mer de Chine méridionale, Kalayaan (la micronation de Freedomland ou État de la liberté), avec Pagasa comme capitale et Cloma comme président du Conseil suprême de l'État de Kalayaan. Les territoires revendiqués (sur 65 000 NM2) portent sur toute la zone délimitée par les anciens traités coloniaux des Philippines, et englobent la quasi-totalité de l'archipel des Spratleys.
Cloma sollicite des Philippines une reconnaissance officielle ; obtenue après quelques mois d'hésitations, le gouvernement philippin considérant que les îles en question sont terra nullius.
Cet acte est considéré comme un acte d'agression de sa part par les autres nations revendicatrices. Taïwan, la Chine, le Sud Viêt Nam, la France, le Royaume-Uni et les Pays-Bas protestèrent (les Pays-Bas considérant les Spratleys comme une partie de l'Indonésie). Taïwan expédia une flotte libérer les îles et établit une base sur Itu Aba, maintenue jusqu'à maintenant.
Le 4 septembre 1958, la république populaire de Chine publia une déclaration étendant de quatre à douze milles marins la limite de ses eaux territoriales, incluant les Îles Spratleys et les Îles Paracels. Dix jours plus tard, le Premier ministre nord-vietnamien Phạm Văn Đồng envoya une note diplomatique à la Chine reconnaissant la déclaration chinoise fixant l'étendue des eaux territoriales chinoises à douze milles marins,,.
En 1959, le sud-Vietnam s'oppose à l'arrivée de pêcheurs chinois sur les îles du Croissant, et prend progressivement contrôle du sous-archipel.
À partir de 1959, la Chine commence à fortifier militairement l'île aux bois (Woody Island), dans les îles de l'Amphitrite au nord-est des Paracels, et à organiser des patrouilles maritimes régulières autour des îles Paracels.

### Décennie 1960
En 1966, le sud-Vietnam évacue militairement l'archipel du Croissant, n'y laissant qu'un poste d'observation météorologique,,.
En 1967, la Chine étend ses patrouilles régulières sur l'ensemble de la mer de Chine méridionale.
À partir de 1968, les Philippines postèrent des troupes sur trois îles.

### Décennie 1970
Au début des années 1970, la mer de Chine méridionale est identifiée comme un potentiel gisement de pétrole. Début 1971, les Philippines demandèrent par note diplomatique à Taïwan de retirer leurs troupes de l'île de Itu Aba. Et le 10 juillet, Ferdinand Marcos annonça l'annexion des cinquante trois îles de Kalayaan, indiquant dans leurs revendications que les Philippines en revendiquaient d'autres. En 1973 survient le premier choc pétrolier. La mer de chine méridionale devient un enjeu énergétique pour les pays riverains.
Début 1971, les Philippines demandèrent par note diplomatique à Taïwan de retirer leurs troupes de l'île de Itu Aba ; et les troupes de la république de Chine repoussent un assaut des forces philippines.
En avril 1972, Kalayaan est officiellement rattachée aux Philippines : le président Marcos créé alors en 1978 la municipalité de Kalayaan par décret présidentiel 1596, et la rattache à la province de Palawan. En 1992, il n'y avait que douze électeurs inscrits.
Après la surprenante amélioration des relations entre la Chine et les États-Unis, en 1971, les États-Unis cherchaient à se désengager du Viêt Nam. En 1973, après le retrait des américains du Sud-Vietnam, le Sud-Viêt Nam accorde des licences d'exploitation pour le pétrole sur les Paracels, réclame la juridiction sur les îles, sur la base de l'occupation française antérieure,, et envoie en janvier 1974 ses forces armées dans l'archipel du Croissant, pour y déloger les milices privées qui y avaient été installées par les pêcheurs chinois.
En réponse, la république populaire de Chine envoie ses forces et après la bataille des îles Paracels, reprend possession des îles du Croissant. Les Sud-Vietnamiens requirent l'assistance de la septième flotte américaine, mais leur requête fut ignorée.
Des gisements ont été découverts en 1973 et les Philippines ont découvert un gisement de gaz et des hydrocarbures sur le banc Reed en 1975. Le 11 mars 1976, la première compagnie pétrolière philippine découvrit un gisement pétrolier au large de l'île de Palawan (île de la mer de Chine méridionale, mais appartenant aux Philippines). Ces champs pétrolifères fournissent 15 % de la consommation annuelle de pétrole aux Philippines.
En 1974, après avoir été emprisonné par Ferdinand Marcos, Cloma cède ses droits aux Philippines pour un peso symbolique.
Sa micronation subsiste sur le papier sous le nom de « Colonia St John ».
En 1976, la république du Vietnam, nouvellement créée en 1975, affiche ouvertement ses revendications sur les Paracels, ainsi que sur l’ensemble des Spratleys.
En 1977, les Philippines tentèrent de s'emparer du point le plus élevé de l'archipel des Spratleys, l'île de Itu Aba et les groupes d'îles voisins tenus par les Chinois de Taïwan ; ils furent repoussés d'Itu Aba, mais occupent toujours aujourd'hui les îles alentour tel l'île Thitu (Pag-Asa), l'île West York (Likas) et l'île Parola (Northeast Cay). D'autres sources affirment que la Chine continentale ne possédait rien dans l'archipel des Spratleys avant 1988. D’ailleurs, en 2016, la Chine ne contrôle que 7 bases militaires dans l'archipel, toutes sur des îles artificielles construites sur des récifs qui étaient partiellement où totalement immergés à marée haute et donc n'apportent pas de droit sur les eaux environnantes selon la Convention des Nations unies sur le droit de la mer (CNUDM, ou UNCLOS). Ces îles artificielles, dont certaines ont une surface de plus de 350 hectares, sont plus grandes que les îles naturelles, toutes occupées par les Philippines, Taïwan et le Vietnam.
En 1979, la Chine capture 24 soldats vietnamiens débarqués sur les îles.

### Décennie 1980
En discussions depuis 1973, la Convention des Nations unies sur le droit de la mer signée en 1982 précise les notions coutumières de Zone économique exclusive et le traitement des ressources du plateau continental. Dès lors, les revendications de souveraineté sur l'archipel ont des implications directes sur ce que peut être la zone économique exclusive du pays qui la revendique. Cette convention, à laquelle tous les pays borduriers de la mer de Chine sont signataires, entrera en vigueur en 1994. De plus, l'accord des Nations unies de 1982 sur la juridiction dans les mers étend celle des États jusqu'à 200 milles nautiques des côtes. Cette convention a été signée par les Philippines et le Vietnam, mais est volontairement ignorée par la Chine.
Le 10 avril 1983, un bateau de plaisance allemand affrété par un groupe de radioamateurs a été pris pour un bateau espion et fut incendié et coulé dans les Spratleys. Aucun des pays présents sur les îles n'admit avoir tiré ou avoir une quelconque responsabilité dans ce naufrage.
En 1984, Brunei établit une zone de pêche exclusive incluant les récifs de Mischief, occupés par la Chine dans l'est des Spratleys, mais sans les revendiquer officiellement.
En mars 1987, la 14e session de l'Assemblée de la Commission océanographique intergouvernementale de l'UNESCO a adopté un plan mondial de surveillance du niveau de la mer et confié à la Chine la construction d’une station océanographique. Bien que l'UNESCO n'ait pas spécifié de zones précises, la Chine a pris ce prétexte pour occuper certains récifs. La RPC choisit de construire cette station sur le récif de Fiery Cross car il est isolé et à plus de 200 milles marins des côtes des pays environnants.
À partir des années 1980, la Chine conduit de nombreuses patrouilles et explorations dans les Spratleys, mais ne les occupe pas militairement avant 1988, après avoir rattaché administrativement l'archipel à la province du Hainan en juillet 1987. En 1988, la Chine entreprit de prendre possession du récif de Johnson du Sud dans l’atoll du banc de l'Union, aux Spratleys. Comme le récif est situé à 230 km des côtes des Philippines, ces eaux font partie de la zone économique exclusive (ZEE) de 370 km, 200 MN, revendiquée par les Philippines. Le banc de l'Union est un atoll effondré long de 55 km qui comprend 2 îles ; l'île Sin Cowe et l'île Sin Cowe Est, occupées par le Viêt Nam ainsi que 19 récifs.
C'est la construction d'un observatoire de la vie marine sur ce récif de Johnson du Sud qui provoqua le 14 mars 1988 un très violent accrochage avec les forces vietnamiennes, lesquelles subirent de lourdes pertes,. Le 14 mars, la marine chinoise, venue avec 3 frégates, fut empêchée de débarquer sur le récif par une centaine de soldats vietnamiens venus construire une borne et planter un drapeau. Les Chinois retournèrent à bord de leurs frégates et massacrèrent au canon anti-aérien les 64 marins vietnamiens faiblement armés (Essentiellement des soldats du génie équipé d’outils de maçonnerie et âgés de 20 ans ; 1 fusil pour 10 personnes) puis coulèrent 2 de leurs navires de transports,. 11 Vietnamiens blessés réussirent à s’enfuir sur un 3e bateau. Neuf soldats furent faits prisonniers. L'Armée Populaire de Libération (APL) a filmé l'attaque et immortalisé l’évènement dans un documentaire de 3 minutes 31 secondes, avec pour titre « 3.14 », 14 mars en chinois, visible sur Internet. Des extraits de cette vidéo ont été repris dans quelques documentaires tel Spratleys, du rififi en mer de Chine. On y voit les soldats vietnamiens debout et alignés sur leur récif avec de l'eau jusqu'aux genoux, preuve que ce récif est submergé à marée haute, agiter leurs drapeaux et se faire abattre par les tirs des canons des frégates. Selon les Chinois, un soldat de l'APL aurait été blessé ; selon les sources vietnamiennes[réf. nécessaire], 6 auraient été tués et 18 blessés. Les relations diplomatiques reprirent en 1991, et le président Jiang Zemin fit deux voyages au Viêt Nam ; cependant les deux nations restent opposées sur la question des Spratleys et des Paracels.
En mai 1989, la Chine occupait sept récifs, et la base de la Croix de Feu était terminée. De son côté, en 1989 le Viêt Nam occupa 24 îlots et récifs, et avait construit des bases militaires sur les récifs de Bombay Castle, du banc Vanguard et du banc du Prince de Galles.

### Décennie 1990
En 1991, la Chine et le Viêt Nam autorisèrent les forages d'exploration pétrolière. Un des contrats fut signé en mai entre une compagnie pétrolière américaine, Crestone Energy, de Denver, et la CNOOC (China national offshore oil corporation). Cette autorisation concerne une zone de 25 155 km2 autour des Spratleys, où les eaux ont entre 300 et 700 m de profondeur. Le contrat fut prolongé en 1999, Crestone n'ayant pas achevé l'exploration. Cette extension concerne des zones revendiquées par le Viêt Nam, et dans lesquelles PetroVietnam et ConocoPhillips Vietnam Exploration & Production ont été autorisés à prospecter en avril 1992. Ceci poussa les deux pays à s'affronter diplomatiquement à nouveau, chacun demandant à l'autre d'annuler ses contrats.
En 1992, la Chine édicte une loi sur ses eaux territoriales, selon laquelle elle s’appropriait officiellement et unilatéralement ces deux archipels, dont elle a fait une question nationale. En mars 1992 elle débarque sur le récif de Da Ba Dau, provoquant un accrochage avec les forces vietnamiennes présentes sur l'île de Sin Cowe East.
En 1993, la Chine construit sur l'île aux bois, dans les îles Paracels, un aéroport militaire qui lui permet d'assurer la couverture aérienne de la mer de Chine méridionale. Elle dote l'île d'un port qui lui permet d'abriter des bâtiments de classe destroyer et frégate. Elle transforme progressivement l'île en un « porte-avions insubmersible », base d'une force aéronavale et centre d'intelligence électronique qui lui permet à présent de contrôler le trafic maritime et aérien sur l'ensemble de la mer de Chine méridionale.
Une autre escalade est survenue début 1995 quand les Philippines découvrirent des constructions militaires chinoises sur les récifs Mischief, à 240 km de l'île de Palawan. Le gouvernement philippin protesta officiellement, et la marine philippine arrêta 62 pêcheurs chinois sur le banc de la Demi-Lune, à 80 km de Palawan. Une semaine plus tard, le président philippin Fidel Ramos obtint la confirmation par reconnaissance d'une unité militaire que les structures chinoises étaient bien militaires, et ne servaient pas aux pêcheurs.
En 1999, alors que les Chinois se préparaient à envahir un nouveau récif Second Thomas Shoal, Ayungin Shoal pour les Philippins, à 105 milles marins (194 km) à l'ouest de Palawan, Philippines, les Philippins échouèrent un de leurs navires, le BRP Sierra Madre (LT-57), ex My Tho (HQ-800) (Sud Viêt Nam), ex USS Harnett County (LST-821), sur le récif convoité par les Chinois. Depuis le 9 mars 2014, les Chinois tentent, illégalement, d'empêcher le ravitaillement de l'équipage.
Par la suite, l'ASEAN fut mandatée comme intermédiaire entre la Chine et ses différents membres. L'accord aboutit à l'engagement de s'informer mutuellement de tout mouvement militaire dans les zones disputées, et à ne pas édifier de nouvelles constructions sur les archipels.
Cet accord fut violé par la Chine et la Malaisie ; sept navires chinois jetèrent l'ancre dans les récifs de Panganiban, pour réparer après une tempête selon le gouvernement chinois. Quant à elle, la Malaisie dressa une structure sur le banc de l'Inspecteur et débarqua au récif Rizal (située dans la ZEE philippine). Les Philippines protestèrent, demandèrent la destruction des structures, augmentèrent ses patrouilles navales à Kalayaan, et invitèrent les États-Unis à faire des inspections aériennes.
Depuis 1998, les Spratleys sont listées comme un des huit points chauds du monde pouvant provoquer une guerre, à cause de la politique chinoise des petits pas (dite aussi Tactique du salami en Europe) : annexion d'îles, pose de marqueurs de souveraineté sur les bancs de Thomas, de Pennsylvanie, de la Demi-Lune, et les atolls de Sabine et de Jackson. Fin 1998, des bases chinoises furent établies sur des avant-postes philippins. Un commandeur de la marine britannique analysa les photos des constructions chinoises comme « montrant la préparation d'une guerre » de la part de la Chine.

### Décennie 2000

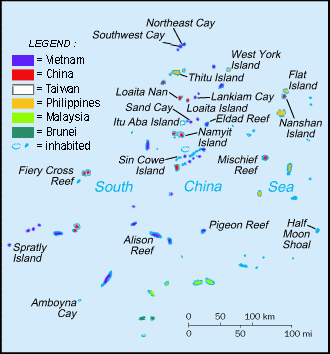
Carte des occupations militaires des îles Spratleys en 2009.

Au début du XXIe siècle, dans le cadre de la politique étrangère connue sous le nom de Nouveau concept de sécurité et d'expansion paisible de la Chine, la Chine est devenue beaucoup moins agressive au sujet des Spratleys. Elle a récemment tenu des conférences avec les pays de l'ASEAN, faisant une proposition de création d'une zone de libre échange avec les 10 membres. La Chine et l'ASEAN ont également entamé des négociations visant à la création d'un code de conduite visant à l'apaisement des tensions autour des îles contestées. Le 5 mars 2002, un accord a été conclu, montrant le désir de ces pays de résoudre ce problème de souveraineté sans usage de la force, bien que les cyniques aient demandé que cet accord ne s'applique pas si un des pays estime le recours à la force nécessaire. Les revendiquants ont signé en novembre 2002 la « Déclaration sur la conduite des parties en mer de Chine méridionale », ce qui a diminué les tensions mais ne remplace pas un code de conduite formel.
En mai 2004, le Viêt Nam a reconstruit un aéroport sur une des Spratleys. Après avoir envoyé des touristes par petits groupes sur la Grande Spratley (Truong Sa Lon), il a annoncé qu'un aéroport permettrait d'en envoyer plus, et a immédiatement entamé la rénovation d'une piste de 600 m sur l'île. Cette piste appartenait à un aéroport militaire du Sud-Viêt Nam conquis par les forces du Nord en 1975.
Les marines russe et chinoise ont fait des manœuvres communes à grande échelle en mer Jaune en septembre 2005. Bien qu'éloignées de la mer de Chine méridionale, elles constituent la preuve d'une alliance militaire forte entre les deux géants, alliance qui n'avait jamais existé à l'époque du communisme. La position de la Chine est donc singulièrement renforcée face aux alliés des États-Unis, et sa marine d'origine récente bénéficiera beaucoup de ces manœuvres.
Depuis 2009, la situation s'est considérablement dégradée et la Chine a repris une attitude très agressive qui semble avoir été planifiée sur des dizaines d'années[réf. nécessaire] :
1. Dans les îles Paracels : Importants travaux d’augmentation de la surfaces des îles et construction de quatre bases militaires :
  - île de Yongxing (île Woody) : Un aéroport militaire avec une piste longue de 3 km a été construit
  - Iles de Tree Island et North Island dans les îles Amphitrite
  - Duncan, dans les îles du Croissant.
2. Dans les eaux internationales de l'archipel des Spratley : Construction de 4 bases militaires sur des îles artificielles :
  - Fiery Cross Reef (2,74 km2[48], aéroport
  - Subi Reef (3,95 km2[48]), aéroport
  - Cuarton Reef (0,231 km2[48])
  - Gaven Reef (0,136 km2[48])
3. Construction de 3 bases militaires sur des îles artificielles dans la zone économique exclusive revendiquée par les Philippines (Activité présumée illégale) :
  - Mischief Reef (5,58 km2[48]), aéroport
  - Johnson South Reef (0,109 km2[48])
  - Hughes Reef (0,76 km2[48])

Quand en 2009, la Malaisie et le Viet Nam, après avoir réglé leurs différends territoriaux, ont déposé une demande sur une zone non disputée par d'autres pays d'Asie du Sud-Est, la Chine a fait valoir par une note verbale que le conflit territorial n'est pas réglé avec elle, bloquant ainsi la demande de ces deux pays. En 2009, la Chine inclut la ligne en neuf traits dans sa présentation à la Commission des Nations unies pour les limites du plateau continental.

### Décennie 2010

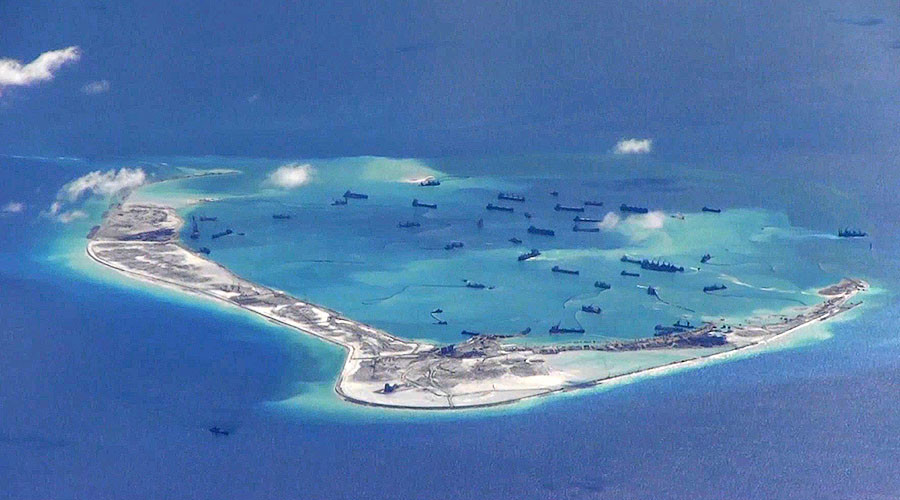
Le récif de Subi tué puis détruit par la Chine et transformé en une île artificielle en mai 2015. La république populaire de Chine a ratifié la Convention des Nations unies sur le droit de la mer. La convention établit des obligations générales pour la sauvegarde de l'environnement marin, les fonds marins et le patrimoine commun de l'humanité.

Le 26 mai 2011, le bateau vietnamien Binh Minh 02 menant des études sismiques, à 120 milles nautiques au large du Cap Dai Lanh, détecte trois navires militaires chinois. Ces patrouilleurs chinois pénètrent dans la zone d’étude et sectionnent les câbles tendus par le navire vietnamien. L'entreprise PetroVietnam rapporte que des menaces ont été proférées à l'encontre de l'équipage du Binh Minh 02. Les deux parties affirment être dans leurs propres eaux territoriales.
En juin 2011, les Philippines décident de rebaptiser la mer de Chine méridionale « mer des Philippines occidentale »,.
Dans le nord-ouest de la zone économique exclusive revendiquée par les Philippines : Depuis 2012, à la suite d'une opération militaire, la Chine limite l’accès au récif de Scarborough. Depuis 2014 l'armée chinoise en interdit l'approche et asperge les bateaux philippins à l'aide de puissants canon à eau.
En 2015, la Chine construit deux autres bases aéronavales, et des installations radars sur le récif de Fiery Cross et sur Récif Mischief.
En juillet 2015, le Japon prend également position sur le conflit territorial en mer de Chine méridionale, estimant que la Chine tente de passer en force pour prendre le contrôle de zones disputées, et l'accusant d'y mener d’énormes opérations de remblaiement, transformant des récifs coralliens en ports et en infrastructures diverses, afin de gagner du terrain sur l’eau et d’étendre leur souveraineté au grand dam de leurs voisins.
Pour remblayer le total de 13,5 km2 de 7 îles artificielles construites sur 9 récifs, dans ce qui est parfois surnommé la « Grande muraille de sable » et construire des bases militaires, la Chine a dû détruire le volume équivalent de récifs environnants occasionnant des dégâts considérables à l’environnement.
Alors que les tensions entre la Chine et ses voisins perdurent,,, Guy-Olivier Faure évoque un changement de stratégie de la Chine dans le temps, qui faisait « profil bas » sous Deng Xiaoping et s'affirme sous Xi Jinping de manière plus agressive et hégémonique, en menant une politique de fait accompli, par la construction de nombreuses îles artificielles, leur poldérisation et leur militarisation.

#### Crise sino-vietnamienne de 2014 et controverse au sujet de la lettre de 1958 de Phạm Văn Đồng

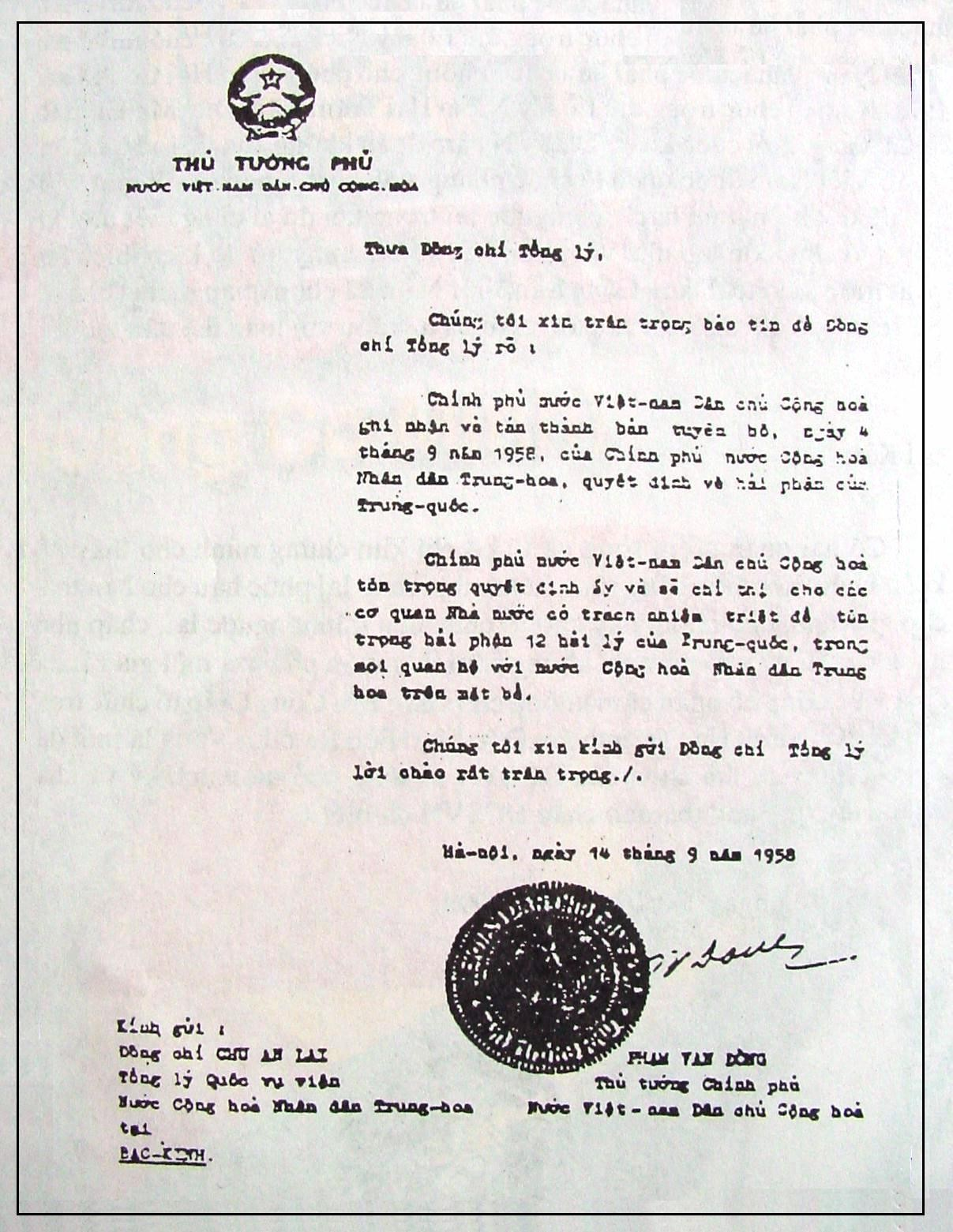
Note diplomatique du Premier ministre du Nord-Vietnam Phạm Văn Đồng envoyée au Premier ministre chinois Zhou Enlai en date du 14 septembre 1958 concernant la largeur de 12 milles nautiques des eaux territoriales chinoises.

Début mai 2014, la plate-forme pétrolière d'exploration chinoise Haiyang Shiyou 981 (affrétée par CNOOC) pénètre la ZEE revendiquée par le Vietnam. Le site de forage se situe à 120 milles marins des côtes du Vietnam, et à 30 miles des îles Paracel. Le retrait de la plate-forme le 15 juillet 2014 a mis fin à la crise. Lors de cette crise, la Chine a produit une lettre écrite par l'ancien Premier ministre du Nord-Vietnam Phạm Văn Đồng en 1958 comme preuve qu'elle détient la souveraineté sur les îles Paracels et Spratly. Les deux archipels étaient alors administrés par le Sud-Vietnam selon les accords de Genève du 21 juillet 1954 car situés en dessous du 17e parallèle. Aux yeux de la Chine, le Vietnamien a trahi les accords bilatéraux en adoptant la position de son adversaire nationaliste vaincu.
Le 4 septembre 1958, la république populaire de Chine avait publié une déclaration étendant de quatre à douze milles marins la limite de ses eaux territoriales, incluant les Îles Spratleys et les Îles Paracels. Dix jours plus tard, Phạm Văn Đồng, Premier ministre nord-vietnamien envoya une note diplomatique à la Chine, reconnaissant la déclaration du gouvernement chinois, fixant l'étendue des eaux territoriales. Le journal vietnamien Thanh Niên (en) affirme que la Chine a intentionnellement déformé la lettre, qui ne contient aucune référence directe à l'une ou l'autre des chaînes d'îles. En outre, il affirme que la Chine ignore l'esprit et l'époque dans lesquels la lettre a été écrite. En ces temps, les deux voisins communistes partageaient des liens très étroits, alors que la septième flotte de la marine américaine patrouillait dans le détroit de Taïwan, les menaçant tous les deux. La lettre, selon le journal, représentait un geste diplomatique de bonne volonté qui n'a aucun rapport juridique avec le différend territorial actuel.
Le 4 septembre 1958 la Chine annonce sa décision d'étendre la largeur de ses eaux territoriales à 12 milles marins. Les Nations unies (dont la Chine n'était pas encore membre) venaient de tenir leur première Conférence sur le droit de la mer en Suisse en 1956, et les traités qui en résultaient, dont la Convention sur la mer territoriale et la zone contiguë, étaient signés en 1958. Bien que la conférence de l'ONU ait été considérée comme un succès, elle a laissé la largeur exacte des eaux territoriales de chaque nation quelque peu non résolue; les États-Unis, par exemple, ont déclaré qu'elle ne devrait s'étendre que sur trois milles marins.
Le 14 septembre 1958, le Premier ministre du Viêt Nam du Nord, Phạm Văn Đồng a écrit sa lettre au Premier ministre Zhou Enlai en réponse à la déclaration de la Chine.
| Original | Français |
| --- | --- |
| « Thưa Đồng chí Tổng lý, Chúng tôi xin trân trọng báo tin để Đồng chí Tổng lý rõ: Chính phủ nước Việt Nam Dân chủ Cộng hòa ghi nhận và tán thành bản tuyên bố, ngày 4 tháng 9 năm 1958, của Chính phủ nước Cộng hoà Nhân dân Trung Hoa, quyết định về hải phận của Trung Quốc. Chính phủ nước Việt Nam Dân chủ Cộng hòa tôn trọng quyết định ấy và sẽ chỉ thị cho các cơ quan Nhà nước có trách nhiệm triệt để tôn trọng hải phận 12 hải lý của Trung Quốc trong mọi quan hệ với nước Cộng hoà Nhân dân Trung Hoa trên mặt biển. Chúng tôi xin kính gửi Đồng chí Tổng lý lời chào rất trân trọng. » | « Cher Camarade Administrateur général, Nous informons solennellement le Camarade Administrateur général que : Le gouvernement de la république démocratique du Viêt Nam reconnaît et soutient la déclaration datée du 4 septembre 1958 du gouvernement de la république populaire de Chine concernant la décision sur la largeur de la mer territoriale de la Chine. Le gouvernement de la république démocratique du Viêt Nam respecte cette décision et demandera à ses agences d'État de respecter absolument la largeur de 12 milles marins de la mer territoriale chinoise dans toutes les relations maritimes avec la république populaire de Chine. Nous adressons nos salutations respectueuses au Camarade Administrateur général. » |

Le journal vietnamien Thanh Nien News affirme que la lettre n'a aucune pertinence juridique dans les revendications de souveraineté de la Chine sur les archipels Paracels et Spratleys pour les trois raisons suivantes :
- Point 1 : La république démocratique du Viêt Nam (Viêt Nam du Nord) ne contrôlait pas les archipels Paracels et Spratleys au moment où le Premier ministre Dong a écrit sa lettre.
- Point 2 : Les Constitutions de 1946 et 1957 de la république démocratique du Viêt Nam stipulaient que les transferts territoriaux devaient être décidés par une loi du parlement, l'organe le plus puissant du pays. En tant que tel, le Premier ministre n'avait pas le droit de renoncer aux îles.
- Point 3 : La lettre du Premier ministre Pham Van Dong est une déclaration unilatérale rédigée uniquement en réponse à la déclaration de la Chine sur les eaux territoriales de 12 milles marins. La lettre ne fait aucune mention, quelle qu'elle soit, de la souveraineté territoriale sur un quelconque archipel[62].

#### Arbitrage Philippines contre Chine
Le président des Philippines Benigno Aquino III a comparé le comportement des Chinois à l'annexion de la Tchécoslovaquie par les Nazis allemands et a porté le cas devant la Cour permanente d'arbitrage (CPA), siégeant à La Haye (Pays-Bas).
La CPA a rendu son jugement (en) le 12 juillet 2016 et déclare « qu'il n'y a aucun fondement juridique pour que la Chine revendique des droits historiques sur des ressources dans les zones maritimes à l'intérieur de la ligne en neuf traits ». La Chine a refusé de participer au jugement,. Taïwan, non consultée, a également exprimé son refus de reconnaître la validité de ce jugement qui contrarie ses revendications.
Le président philippin Rodrigo Duterte fit mention du jugement de la CPA de La Haye lors de son premier discours devant l'Assemblée générale des Nations unies en septembre 2020.

### Décennie 2020
Le 22 janvier 2021 la république populaire de Chine passe une loi autorisant les navires de sa garde côtière à utiliser tous les moyens nécessaires, y compris la force, dans les eaux qu'elle revendique.

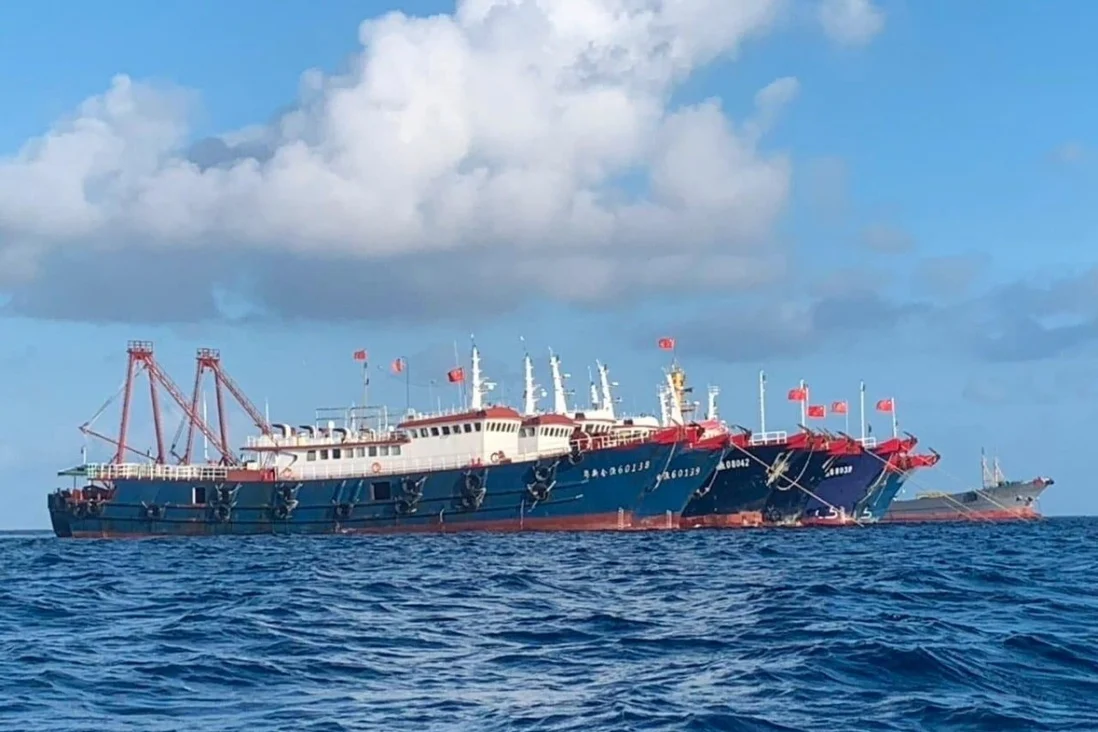
Les navires chinois au récif Whitsun en mars 2021

Un incident diplomatique entre la république populaire de Chine et les Philippines a lieu en mars 2021 alors que plus de 180 navires de la milice maritime de l'Armée populaire de libération sont repérés par la Garde côtière philippine au récif de Whitsun (revendiqué par les Philippines, le Viêt Nam et la république populaire de Chine). Les Philippines et le Viêt Nam remirent plusieurs notes de protestation diplomatiques (une pour chaque jour d'occupation du récif en ce qui concerne les Philippines),. Les Philippines firent mention de l'arbitrage de la CPA de 2016 afin d'asseoir leur revendication, alors que la république populaire de Chine déclara que ses navires de pêche mouillaient aux abords du récif afin de se protéger du mauvais temps. Au 15 avril 2021, 7 navires chinois restaient encore ancrés au récif sous la surveillance de navires de la Marine, de Garde côtière ainsi que du Bureau de la pêche et des ressources maritimes philippin.
Le 8 avril 2021, une équipe de journalistes se rendant à l'avant-poste de la marine philippine au récif d'Ayungin (Second Thomas Shoal) se voit contrainte de rebrousser chemin vers l'île de Palawan devant l'agressivité d'un navire la garde côtière chinoise et des deux patrouilleurs lance-missiles de classe Houbei qui les prirent en chasse.

## Contextualisation juridique

### Régime juridique desTerrae nullius
Ces 沙 shā (littéralement, ce qui apparaît quand l'eau (水) diminue et se retire (少) après l'inondation, donc des bancs de sable) sont souvent présentés comme terra nullius par ceux qui veulent se les approprier.
Cette notion de terra nullius est utilisé en droit international moderne pour décrire une zone qui n'a jamais été soumis à la souveraineté d'un État, ou sur laquelle l’État auparavant souverain a renoncé expressément ou implicitement à sa souveraineté. Il s'agit d'une question de souveraineté, pas de propriété : ici, le « maître des lieux » n'est pas un « propriétaire », mais en amont du régime de propriété, l'entité souveraine capable d'y faire régner sa loi.
Mais la souveraineté n'est pas une question purement juridique, elle présuppose une capacité physique, et jusqu'en 1945, le droit présuppose la force. La mesure pratique des « eaux territoriales », jusqu'à cette époque, est celle de la portée de canon qui peuvent les contrôler depuis la terre ferme. De même, pendant longtemps, la limite de la zone d'exploitation économique a été fixée par la capacité d'exploiter les ressources sous-marines du fond, dont la limite a longtemps été une profondeur de 200 m.
L'acquisition de souveraineté sur un tel territoire peut être obtenue par déclaration. Elle doit être concrétisée par une occupation effective, ou par tout acte de souveraineté exercé sur ce territoire.
« Depuis le XIXe siècle, il n'a plus été suffisant de planter un drapeau ou ériger un monument pour revendiquer une souveraineté opposable à des tiers. La découverte et l'accomplissement de quelque acte symbolique n'ouvre droit qu'à une présomption de souveraineté, une option permettant de se protéger de l'intervention d'autres états, le temps de consolider ces premières étapes par une occupation effective en un temps raisonnable. »
Une des grandes difficultés pour apprécier la portée des revendications historiques de souveraineté sur la mer de Chine méridionale est que jusqu'au milieu du XXe siècle, les atolls des mers du sud ne présentent par eux-mêmes pas d'intérêt économique ou stratégique, et que de ce fait, aucune puissance n'y a réellement exercé d'acte de puissance souveraine —c'est-à-dire susceptible d'une opposition— faute d'un objet à défendre. Il n'y a pas de levée d'impôts, faute de population locale. Il n'y a pas d'acte de défense territoriale de la part d'une puissance souveraine, faute d'une réelle occupation militaire de qui que ce soit sur quoi que ce soit.
Les quelques actes de police des mers que l'on peut relever ne présument pas, par eux-mêmes, qu'ils sont effectués en eaux territoriales, puisque aussi bien le combat de la piraterie que le secours aux naufragés peuvent (encore aujourd’hui) s'effectuer dans des eaux non territoriales, sans impliquer de notion de souveraineté sur la zone correspondante.
De ce fait, les quelques explorations et déclarations officielles constatées ne peuvent représenter qu'une affirmation de principe ; mais en pratique, faute d'un exercice réel de souveraineté, n'importe quel intervenant pouvait à tout moment considérer que l'archipel, à supposer qu'il eût été sous une souveraineté historique, avait en pratique été abandonné et était retombé à l'état de terra nullius.
...Sauf à l’État souverain non seulement de contester cette déclaration, mais de la confirmer par un acte de souveraineté effectif. Mais, une fois encore, les archipels de la mer du sud ne se sont pas, de fait, prêtés à des actes de souveraineté, les paroles de part et d'autre ont rarement été suivies d'actes ; et tant la déclaration que la protestation n'ont de ce fait qu'une valeur très relative.

### Nature juridique des îles et récifs
La revendication chinoise se base de plus sur un certain nombre d'îles fictives telles les Zhongsha (en) et le Haut-fond de James, ce qui rend le règlement des différends territoriaux impossible.
Sur le plan juridique, les revendications de souveraineté ou d'exclusivité sur les eaux de la mer de Chine méridionale impliquent trois questions clefs : Qui a la souveraineté sur l'objet maritime revendiqué ? Quelle est la nature juridique de cet objet ? et enfin, que peut-on en déduire sur le plan de frontières maritimes pour « aboutir à une solution équitable » (§74-1) sur le partage des zones économiques exclusives ?
Au sens de la convention sur le droit de la mer (§121), une « île » est une étendue naturelle de terre entourée d'eau qui reste découverte à marée haute, et entraîne le droit à des eaux territoriales, ZEE et plateau continental. Cependant, seules les îles « habitables » peuvent être à l'origine de ZEE et plateau continental, les simples « rochers » ne le pouvant pas, même s'ils restent émergés à marée haute. Pour pouvoir être qualifié d'« île » au sens plein, un élément maritime doit être émergé à marée haute, et disposer d'une taille et de ressources suffisantes pour permettre objectivement une habitation humaine ou une vie économique autonome. Dans le cas contraire, il s'agit d'un « rocher » inhabitable.
Un « rocher », même inhabitable, peut faire l'objet de revendication de souveraineté. Dans ce cas, il dispose d'un périmètre d'eaux territoriales, mais pas d'une zone économique exclusive.
La convention sur le droit de la mer prévoit également le cas de récifs découvrants, qui sont émergés à marée basse mais recouverts à marée haute. Ceux-ci ne peuvent générer d'eau territoriale que s'ils sont eux-mêmes à une distance inférieure à celle des eaux territoriales d'une île ou une côte émergée. Dans le cas contraire, ils ne définissent pas d'eau territoriale, ni a fortiori de ZEE.
Le droit international conventionnel est muet sur la question de savoir si les récifs découvrants peuvent être considérés comme des « territoires » susceptible d'être appropriés ; il n'existe pas non plus de pratique étatique uniforme et largement répandue qui aurait pu donner naissance à une règle coutumière autorisant ou excluant catégoriquement l'appropriation des récifs découvrants.
La cour permanente d'arbitrage considère qu'un récif découvrant ne peut pas par lui-même faire l'objet d'une revendication de souveraineté, mais d'autres jugements ont accepté de prendre en compte des actes de partage mentionnant des hauts-fonds découvrants.
La nature des îles et récifs doit s'apprécier par rapport à leur état naturel. Il a été jugé qu'un récif ou un haut-fond ne peut pas être transformé en île par des travaux permettant d'en élargir le territoire. Les îles non habitables ou non exploitables économiquement peuvent être à l'origine d'eaux territoriales, mais pas d'une zone économique exclusive.

### Nature particulière des atolls et lagons
(novembre 2024).
- Si vous ne connaissez pas le sujet, laissez ce bandeau (vous pouvez alors contacter les auteurs).
- Si vous supprimez le contenu mis en cause (vous pouvez préalablement contacter les auteurs),

argumentez précisément cette suppression dans la page de discussion
(un manque de référence n'est pas un argument ; une recherche réelle de référence doit avoir été effectuée, être formellement documentée).

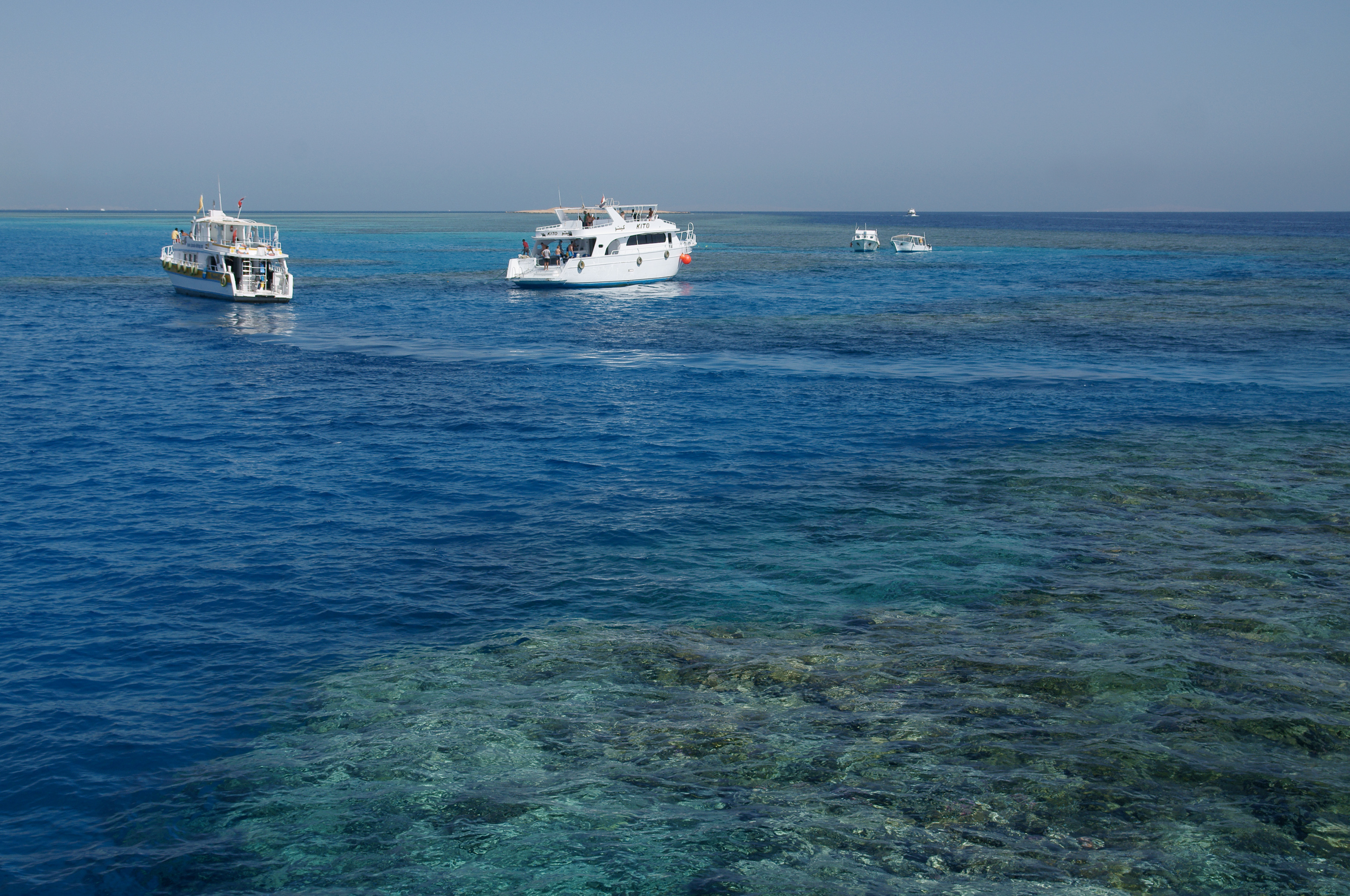
Récif corallien à fleur d'eau.

Les définitions internationales données par la convention sur le droit de la mer sont bien adaptées pour traiter le cas de côtes granitiques, volcaniques ou sédimentaires, usuelles dans la culture occidentale, et celui de leurs îles pour terriens[citation nécessaire].
Une seconde difficulté pour juger des revendications de souveraineté sur les îles et récifs de la mer de Chine méridionale est que pour la quasi-totalité, ces objets maritimes sont des récifs coralliens — des accidents maritimes d'où la mer se retire[citation nécessaire].
Un récif corallien constitue un objet très atypique par rapport à ces définitions[citation nécessaire]. Il est souvent impossible de le classifier nettement comme « île », « rocher », « récif émergeant » ou simple « haut-fond », suivant les qualifications juridiques retenues par cette convention[citation nécessaire].
- Par construction, le corail pousse jusqu'à la surface de l'océan, mais pas au-dessus. Le récif dans sa partie vivante est donc généralement un récif découvrant, recouvert à marée haute, mais à peine découvert aux marées les plus basses. De fait, un récif corallien est pratiquement toujours à la limite d'apparaître à marée basse, et le fait ou non suivant l'état de la mer. Ils sont certainement « découvrants » pour peu que la mer soit suffisamment forte, mais dans ce cas la position réelle de la « laisse de basse mer » est évidemment difficile à déterminer[citation nécessaire][c].
- Son platier peut (souvent) se recouvrir de blocs massifs, arrachés au récif par de fortes tempêtes ou des raz de marée. La description donnée du récif par les instructions nautiques est alors que « quelques rochers émergent en permanence à marée haute ». Dans ce cas, le récif peut techniquement être qualifié de « rocher », mais ces blocs sont par eux-mêmes généralement insuffisants pour être qualifiés d'« île », dans le sens d'un territoire susceptible d'abriter une présence humaine, même si localement ils restent constamment découverts.
- Son platier peut également se recouvrir de sable corallien, et former des motus ou des cayes. Ce sont des îles sablonneuses, dont la taille peut varier au fil de l'accrétion et de l'érosion maritime. Elles peuvent être de taille importante et abriter de la végétation voire une présence humaine. Inversement, elles peuvent aussi être balayées et disparaître emportées par des typhons.

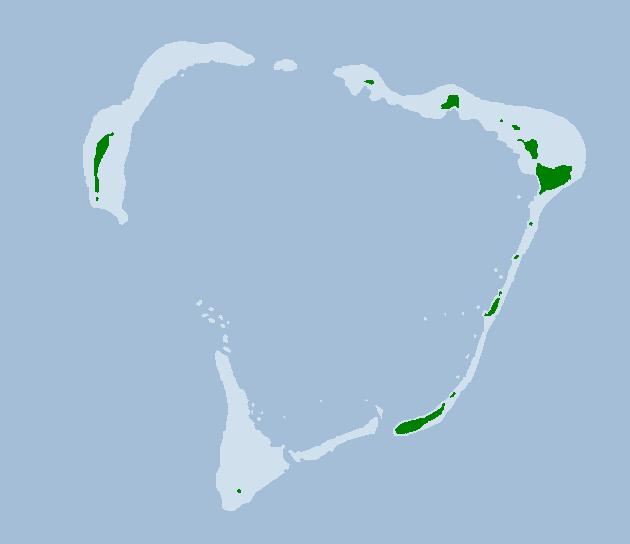
Récifs et îles de Rongerik. Ses 17 îles ne totalisent que 1.68 km2, mais le récif délimite un lagon intérieur de 144 km2 d'eaux intérieures.

En ce qui concerne leur exploitation par l'homme, ces récifs forment très souvent un atoll entourant un lagon. Or, pour le droit de la mer, les atolls suivent un régime spécifique :
« Une île est une étendue naturelle de terre entourée d'eau qui reste découverte à marée haute. » (§121)
« Lorsqu'il s'agit de parties insulaires d'une formation atollienne ou d'île bordées de récifs frangeants, la ligne de base à partir de laquelle est mesurée la largeur de la mer territoriale est la laisse de basse mer sur le récif, côté large, telle qu'elle est indiquée sur les cartes marines reconnues officiellement par l’État côtier. » (§6)
« Sous réserve de la partie IV, les eaux situées en deçà de la ligne de base de la mer territoriale font partie des eaux intérieures de l’État. » (§8)
De ce fait, à partir du moment où un atoll possède un point émergé en permanence, le récif délimite sa « ligne de base », ce qui signifie que toute l'étendue de son lagon constitue juridiquement non pas des « eaux territoriales » mais bien une « eau intérieure », c'est-à-dire compte juridiquement comme surface de « territoire ». L’État à qui l'on reconnaît une souveraineté territoriale sur cette partie émergente peut revendiquer à ce même titre toute la surface du lagon.
De ce point de vue, un état comme les Maldives n'a une superficie émergée que de 300 km2 (200e rang mondial), mais pour le droit de la mer, son territoire juridique est de l'ordre de 300 000 km2, constitué à 99% d'eaux intérieures — ce qui le place théoriquement aux mêmes rangs que l'Italie ou la Norvège.